# 雙星之陰陽師
《雙星之陰陽師》是由日本漫畫家助野嘉昭創作的奇幻漫畫作品，自2013年12月號至2024年10月號連載於集英社《Jump Square》，台灣則在《寶島少年EX》創刊號從第15話開始連載。故事描述被稱為「雙星」的兩位陰陽師與他們的敵人「汙穢」互相對戰的過程。2024年2月，單行本世界銷量累計突破750萬本。
臺灣中文版由東立出版社代理。改編的電視動畫由田口智久擔任導演，由Studio Pierrot製作，自2016年4月6日起開始播放，台灣、香港由Animax播放，全50話，已播放完畢。

## 故事大綱

### 原作漫畫
雙星相識篇（漫畫第1－18話；動畫第1－20話）
陰陽師候補的少年焰魔堂轆轤捨棄了過去想成為陰陽師的夢想，每天渾渾噩噩的度日。某天，轆轤與同為陰陽師的少女化野紅緒一同被選為「雙星之陰陽師」，賦予了兩人將會結合，誕下「神子（太極）」以終結長年來和「汙穢」的戰鬥的使命，並強制兩人同居過著夫婦生活。被迫接受而對此感到不滿的兩人就此踏上了同心協力祓除汙穢的道路之上。
雙星黎明篇（漫畫第19－33話）
雙星兩人為了前往土御門島打倒石鏡悠斗，斑鳩家的斑鳩士門和斑鳩小夜對雙星進行測試，期間由於小夜咒力太強，因而被婆娑羅聖丸和冰鉋發現並將其綁走，雙方便展開激戰，最終成功擊倒聖丸和冰鉋、救回小夜，但卻也讓紅緒失去了咒力。
土御門諸島篇／御前試合篇（漫畫第34－50話）
轆轤與音海繭良終於抵達了眾星雲集之島──土御門島，上島後面對眾人對雙星的質疑，拒絕加入十二家，反而自己成立了焰魔堂宗家，努力修行並尋找夥伴並參加比武大會「波達羅盈城御前試合」。大會中對上島上實力第三的水度坂勘九郎，由於自身經歷與勘九郎相似，因此協助勘九郎解除心結，最後苦戰後獲得勝利，並赢取了島上眾人的認同。
化野紅緒篇／覺醒太陰篇（漫畫第51－54話）
失去咒力紅緒相當絕望之時，此時紅緒的仇人神威突然出現，並提議去找婆娑羅千怒以恢復咒力。找到千怒後，千怒舉行覺醒太陰的儀式，同時也告知雙星誕生的歷史及力量來源。期間，婆娑羅赫夜也正在尋找雙星，並與神威對上。
悠斗討伐戰篇／婆娑羅對決篇（漫畫第55－76話）
在御前試合落幕的同時，婆娑羅無惡與杠在禍野深處策劃著陰陽師毀滅計畫。在陰陽師們執行祓除汙穢作戰時，以加布羅為首的銀鏡、臥蛇、四皇子等四名婆娑羅與悠斗突然同時在各個地點現身發動攻擊，並虐殺了一大群的陰陽師。同一時間，上位婆娑羅無惡帶領大量汙穢入侵土御門島，引起巨大的混亂和陰陽師的傷亡。失縱已久的悠斗，也終於與焰魔堂轆轤展開決戰。

### 動畫原創
列島霸亂篇（動畫第21－31話）
全國各地發生的“龍黑點”事件令現實世界漸漸墮入地獄，為了阻止這場異變，最強陰陽師集團“十二天將”與神秘女孩小枝聯手阻止敵人。陰陽師VS污穢的史詩決戰重磅上演。
天地鳴動篇（動畫第32－40話）
“龍黑點”事件後，被闇無封印起來的陰陽師首領有馬能否化險為夷再次登場。十二天將的能力與過去各是什麼。當主角等人焰魔堂轆轤和化野紅緒親眼目睹慘烈的戰鬥後，他們的羈絆是否會更進一步。
破星篇（動畫第41－50話）
動畫版最終章。激戰過後耗損咒力的十二天將落入闇無的陷阱。轆轤將與宿敵悠斗展開最後的激烈交鋒，面對實力強大的悠斗，被稱為「雙星陰陽師」的少年少女會想出什麼方法成功應對，席捲現實世界與禍野的終極大戰隆重揭幕，勝利的天平會傾向哪一邊。

## 登場角色

### 雙星之陰陽師
焰魔堂轆轤（Rokuro Enmadou，聲：花江夏樹（日本）；鍾少庭／孫欣瑜〈童年〉（台灣））
是「雛月的悲劇」的倖存者。在慘劇中被迫祓除被悠斗變成污穢墮落的雛月寮同伴，過程中失去了右手臂而被污穢之力寄宿。失去了夥伴的轆轤從此被自責與悲痛吞噬，放棄成為陰陽師的夢想。直到與紅緒相遇，轆轤的命運開始有所改變，潛藏於心底想成為陰陽師的夢想漸漸復甦。與神威的戰鬥中，與紅緒使出只有雙星才能使用的「共振」擊傷神威，讓熱愛與強者戰鬥的神威覺得有趣並留他們生路，期盼他們變得更強。後來在清弦的指導下，與紅緒一同使出「布瑠之言」救回被悠斗透過污穢墮落變成汙穢的繭良。與悠斗的戰鬥中，蘊藏於體內咒護者的力量覺醒，雖未能擊敗能夠全身污穢化的悠斗但也將他打成重傷。得知悠斗要回到土御門島後，為能前往島上將其擊敗，與陰陽頭土御門有馬立下約定，在兩年內獲得讓其認同的力量。若是到四年後的18歲還無法完成打倒悠斗的目標，便如其所願與紅緒結婚生下「神子」，履行雙星的職務
【漫畫版】
兩年後，變強的轆轤通過了十二天將斑鳩士門的第一階段考驗，接受了第二階段小夜的測試儀式，在葛之葉的召喚下「安倍晴明」出現，至此確定轆轤的咒護者表面為大陰陽師安倍晴明。
在小夜被聖丸和冰鉋抓走後，鼓舞了原本要放棄拯救小夜的士門（因為有馬的命令是比起小夜要先確保雙星的安全），並在與聖丸的戰鬥中成功替士門製造出使用『朱雀纏神咒』的空隙。最終與紅緒使出共振一同祓除了吸收冰鉋咒力的聖丸。雖然成功救回小夜，紅緒卻失去了咒力（被小夜的咒護者「葛之葉」清除）。
轆轤帶著悲傷的紅緒到雛月寮同伴們的墓前，勉勵紅緒重新振作並歸還紅緒在與婆娑羅戰鬥期間丟失的髮夾，吿訢紅緒會先到土御門島上並等待她之後的加入，最後與紅緒接吻，然後出發到島上。表示能被選上為雙星的陰陽師而遇上紅緒很高興。
到達土御門島後，面對眾人對雙星的質疑並且為了能夠參加最晚半年之後的「悠斗討伐作戰」，拒絕加入十二家，自己成立了焰魔堂宗家，努力修行並尋找夥伴，參加三個月後的比武大會──「波達羅盈城御前試合」。
由於右手的力量被有馬封印，發揮不出實力，入了青陽院最差的第10組，在小說《士牙繭闢》中，提及過轆轤因此要在午飯時間額外補習。
在比武大會「波達羅盈城御前試合」男性場第六回合中，對上目前在島上實力第三的「青龍」水度坂勘九郎。轆轤創造出「燒荻餅俠(焼きおはぎマン)」作為式神，對抗水度坂勘九郎，由於自身經歷與勘九郎相似，因此協助勘九郎解除心結，並獲得勝利，赢取了土御門島眾人的認同及讚賞。
在大會後，焰魔堂宗家實力有所提升，參加C級任務，並成為了石鏡悠斗討伐任務前線支援的五隊之一。
在被開啟的地域鍋蓋中，與家族成員正面迎戰銀鏡而不敵，被有馬所救卻也淪落到只能待在一旁什麼也不能做的觀戰狀態，最後從有馬手中接過新的星裝顯符˙白夜並解開了右手的束縛，前往深度2013迎擊石鏡悠斗。
與天馬聯手仍是不敵悠斗，同時更面對著從現世由四皇子撤回的巨大汙穢的襲擊，在意識模糊之際，回想起了紅緒，下定決心要與其一同活下去而繼續奮戰，在其再度現身時表白了自己的心意，並與暴走的悠斗再度決戰。漫畫第86話正式和紅緒結婚。漫畫第130話長子光出生。
【動畫版】
「列島霸亂、天地鳴動、破星篇」中，受到指令清除全國各處的「龍黑點」與闇無等婆娑羅對抗。成功解決各種事件，最後對峙佈下局吸收十二天將的咒力的闇無，但闇無也被悠斗暗算，與悠斗的戰鬥被吸收的強大咒力所碾壓住，後來被有馬給救走。
與原作設定不同，被有馬說出其實真實身分為是最強的汙穢－「破星王」。體內擁有的是強大的「陰之力」，被「安倍晴明」所創的，為了與「陽」的紅緒結合生下擁有「陰陽」之力的『神子』。10年前在禍野被清弦撿到。
知道自己身分的轆轤，為了紅緒決定與紅緒分開，並隻身一人與悠斗進行最後之戰，最終獲勝，但也打破了最後防線，覺醒成了破星王，正在毀滅現世。後來因紅緒犧牲自己而恢復原來的樣貌。
救回紅緒後，兩人也互相吐露心中真正的想法，重整心情後，與紅緒一起阻止晴明改變世界，阻止途中與晴明探討陰與陽的世界。最後受到大家的支撐最終阻止了晴明，使晴明願意再等待一千年看看世界的改變。
【咒裝／靈符／招式】
- 使用寄宿污穢之力的咒裝『星裝顯符‧重奏陰陽術式‧星方舞裝』，以及擁有超強防禦力的咒裝『鐵塊羅岩』。
- 得意招式為『金烏光臨符‧金烏天衝彈』，可透過擊打咒印將衝擊儲存進咒印中，在自己需要的時機再將其發動。

化野紅緒（Benio Adashino，聲：潘惠美（日本）；石薇（台灣））
本作女主角，女方的雙星之陰陽師。土御門島「化野家」宗家遺孤。
是能夠同時使用六件咒裝的優秀人才。父母親生前是島上優秀的陰陽師，為了保護紅緒而遭到神威殺害(神威得到了紅緒父母的咒力而成為婆娑羅)。此後與雙胞胎哥哥悠斗分離，為了有朝一日能替雙親復仇而努力鍛鍊自己。
不擅長做家事，煮失敗時，吃了會全身麻痺拉肚子，而要是難得煮的好吃時，若一不小心誇獎她，就會變成一整個月都要吃一樣的東西。讓轆轤非常害怕輪到紅緒下廚的時候。生活自理能力也非常低，驅魔用的各種道具、武器、書籍總是未整理的到處亂放。
非常的喜歡萩餅，甚至到了可以取代三餐的地步。而為了平衡營養的問題，為另外以各種藥草、蔬菜和魚乾一起熬煮一種自名為「紅緒特製」的詭異飲料。轆轤喝過後直言這東西的味道非常恐怖，但紅緒可以面不改色的一口飲下。
一開始與轆轤相遇時對他的第一印象很差，並且討厭明明是陰陽師卻逃避戰鬥的轆轤。後來理解背後原因後對轆轤改觀，漸漸認可轆轤兩人從而成為最親密的戰友。
與神威的戰鬥中，與轆轤使出只有雙星才能使用的「共振」擊傷神威，讓熱愛與強者戰鬥的神威覺得有趣並留他們生路，期盼他們變得更強。後來在清弦的指導下，與轆轤一同使出「布瑠之言」救回被悠斗變成污穢墮落的繭良。
與悠斗的戰鬥中，被悠斗擊斷雙腿，為了獲得能與轆轤一起並肩作戰的力量而接受了神威的幫助，獲得了寄宿污穢之力的雙腿，展現出嶄新的強大力量，雖一度壓制悠斗但仍然不敵，後靠著轆轤的覺醒擺脫危機。得知悠斗要回到土御門島後，決定與轆轤一起變強，獲得能夠前往土御門島的門票以親手擊敗自己的哥哥。漫畫第86話正式和轆轤結婚。
【漫畫版】
兩年後，小夜在替紅緒進行測試儀式之前，被聖丸和冰鉋抓走，紅緒於是和轆轤、士門、繭良一起展開小夜救出作戰。作戰中一開始因不敵冰鉋而被擊昏，後來在小夜的召喚下體內咒護者出現，至此發現紅緒的咒力來源是邪惡的咒護者，而當初神威給予的雙腳上的污穢之力實際上只是引出體內本有的力量而已。咒護者覺醒的紅緒與冰鉋展開激烈戰鬥，即使仍然不敵且陷入昏迷，但奪走了冰鉋的左腳並消弱其力量。
最後在轆轤與吸收了冰鉋咒力的聖丸戰鬥時，在心裡聽到轆轤的呼喚而短暫恢復清醒，和轆轤使出共振一同祓除聖丸。戰鬥結束後，卻因體內咒護者乃邪惡的污穢之力（被「葛之葉」稱為「法師」）而遭小夜的咒護者「葛之葉」清除（去除邪惡的咒護者是葛之葉的職責），被有馬指稱既然失去咒力就已經不能算是個陰陽師，也不能前往土御門島。在轆轤的鼓勵下，決定重新振作找出恢復咒力的方法，並表明自己絕對會追上轆轤，同時承認自己喜歡上轆轤。
留在本土的紅緒持續地嘗試卻徒勞無功，絕望之時神威突然出現，並向紅緒提議去找最強的婆娑羅──「千怒」，似乎能夠因此知曉恢復咒力的方法。在神威的協作下，找到千怒，在其口中得知雙星誕生的歷史及力量來源。在絕望中，接受千怒的幫助，舉行覺醒太陰的儀式，在一開始差點就被歷代太陰所蘊含的絕望與痛苦所淹沒，但因對轆轤的愛堅持了己心也讓歷代太陰找到了存在的意義，從而覺醒為真正的「汙穢公主」，縱然失去人形，卻仍擁有著人心。完成覺醒後，千怒透過特殊的方式幫紅緒掩飾了其汙穢公主的外貌與咒力，並且轉化為人類的型態。
於危機之中重新現身於禍野深度2013，並依循著自身執念來到了轆轤身邊，表白心意的同時透過共振與其一同奮戰。
漫畫第130話誕下長子光。
【動畫版】
「列島霸亂、天地鳴動、破星篇」中，受到指令清除全國各處的「龍黑點」與闇無等婆娑羅對抗。成功解決各種事件，最後對峙佈下一切局已吸收十二天將的咒力的闇無，但闇無也被悠斗暗算，與悠斗在一次的戰鬥，但被吸收的強大咒力所碾壓住，後來被有馬給救走。
與原作設定不同，體內擁有的是強大的「陽之力」，被「安倍晴明」所注入的，為了與「陰」的轆轤結合生下擁有「陰陽」之力的『神子』。因轆轤覺醒成了破星王，甘願犧牲自己，和安倍晴明做了一場交易，讓自己與安倍晴明融合，就是為了轆轤變回人類。
被轆轤救回後，兩人也互相吐露心中真正的想法，重整心情後，與轆轤一起阻止晴明改變世界，阻止途中與晴明探討陰與陽的世界。最後受到大家的支撐最終阻止了晴明，使晴明願意再等待一千年看看世界的改變。
【咒裝／靈符／招式】
- 使用寄宿污穢之力的咒裝『白凜鬥牙』，以及連裝『陰陽咒裝』，得意招式為『玉兔天衝彈』。

### 總霸陰陽連

#### 土御門宗家
土御門有馬（Arima Tsuchimikado，聲：浪川大輔（日本）；于正昌（台灣））
「土御門宗家」現任家主，第39代陰陽師之首。
性格腹黑、城府頗深且想法捉摸不定，擁有著能不憑藉咒文或靈符直接將大量的汙穢祓除的強悍實力。和十二天將的清弦、嗎新、鳴海是從小相識的同期生。有一名妻子「土御門真魚」和兒子「土御門有主」。
【漫畫版】
在神諭中得知轆轤與紅緒是雙星之陰陽師，從此極力撮合兩人甚至幫他們準備了豪華的屋子。身為土御門宗家家主和陰陽連之首，有馬以「祓除所有汙穢」為信念與目標，平時雖然看起來不太正經，實際上是個為了達成目的而不擇手段的人，甚至為此犧牲所有陰陽師也在所不惜。
在妻子真魚去世後，在旁人眼中的有馬仿若失去了其他的生活目標，只熱衷於工作上。對自己的兒子態度相當嚴厲。在有主加入焰魔堂宗家後，有馬悲傷的覺得真魚不在自己身旁，事情無法順利發展。為保護有主而踏入戰場，擊敗銀鏡後與無惡對戰，不敵對方的「陰陽消滅」而被腰斬，之後強行用咒力修復自己，並使用汙穢墮落擁有陰陽咒力成功擊敗無惡，臨終前與兒子互訴心聲，將自己最後的術託付給轆轤後逝去。
【動畫版】
「列島霸亂、天地鳴動、破星篇」中，變身戰鬥形態的有馬與闇無的戰鬥發揮出了遊刃有餘的強大實力，然而終歸百密一疏被暗無襲擊踩到陷阱，生死未知。但根據神諭顯示有馬已經逝世了。其實是有馬藉機嘗試時津利府之儀式，也得知了晴明和雙星的秘密。
後來在「常闇之間」與悠斗的戰鬥中出現，迎救並帶走雙星，並告訴轆轤的真實身分。目前咒力幾乎為空的狀態，無法為雙星做些什麼而感到悔恨。將希望寄託在轆轤身上，有馬為了讓轆轤去拯救紅緒而擋下晴明，但依然咒力不夠力有未逮被擊敗。後來被天馬問到有沒有算到這一步，更勝於預料表示雙星也能從沉重的命運離開。
土御門有主
土御門有馬的兒子，通稱「有棲大人」，預定下一任陰陽師的首領。從低等部跳級到青陽院上學，學習了三千以上的咒術，能夠馴服百數以上的式神。
但因母親去世及實力與當時同齡的有馬有差距，令有馬等人失望，與父親相處不好。又由於想得到父親注意，便故意跌落青陽院第10組和來到雙星轆轤身旁，其後受到轆轤影響，加入焰魔堂宗家，作為傘下，協助轆轤修行。願望是希望得到父親認可自己，但到最後才明白自己永遠是父親深愛的孩子，也永遠被父親守護於羽翼之下，對於自身的無力感到深深的懊悔。父親有馬死後，成為了新任陰陽頭，在與無惡的戰爭中繼承了騰蛇鈩的術式。
土御門真魚
土御門有馬的妻子，已去世。
土御門御影（聲：小野大輔（日本）；何志威（台灣））
「列島霸亂、天地鳴動、破星篇」登場的原創角色。「土御門宗家」成員，在家族中實力出眾。黑色皮膚身穿黑袍的青年，性格一絲不茍。被天馬稱呼「海膽頭」。目前身份為陰陽連首領土御門有馬的輔佐者，總是形影不離跟隨有馬左右。在有馬行蹤不明後向12天將提議替代陰陽頭領的代理人位置。
真實身分為「安倍晴明」的式神，特徵為黑髮黑膚，體內囤積著陰之力，本體則是白髮白膚，髮型略有不同，充滿陽之力。

#### 十二天將
被大陰陽師安倍晴明的式神選中在武術、咒力、知識、經驗方面達到最强最高等级的十二位陰陽師。大陰陽師安倍晴明的式神十二天將擁有自我意識，會自主選擇相應之人來作為自己的持有者。
鸕宮天馬（Unomiya Tenma，聲：下野紘（日本）；何志威（台灣））
十二天將「貴人」。天將十二家最大家系「鸕宮家」現任家主。十二天將中位列「第一」。
被稱作十二天將中的「最強」。由於與生俱來的超強咒力使他不需使用咒文即能發動咒裝，對他而言咒裝與咒術只不過是日常生活的延伸。無惡有提到其為「歷代最強」的男人。
外表和氣質都非常接近女孩子，但本人卻是不折不扣的少年。留有酒紅色的長髮和許多呆毛，身形矮小，異色瞳（右眼紫色，左眼綠色）。
性格直率，基本不會說謊。喜歡無視別人的抗議幫別人亂取綽號。喜歡吃團子，甚至會把整家店的團子都買下來。看似驕傲且我行我素，但其實很重義氣。然而鸕宮家的傳承或許才是十二天將中最殘酷的──所有直系繼承者須在一個特定的時間點化身“蠱蟲”於一個地區自相殘殺，直至最後一人為止，這一人會繼承所有人全部的咒力。此後再經由現任家主傳承另一份來自於蘆屋家的一切──未能跨過界線的太陰們的咒力，與伴隨她們的詛咒和怨恨......。在這一切結束後，現任家主會灰飛煙滅，將所有命運傳承給下一代。
有能預知他人死亡的能力，但並非想看見就能看見，且死亡地點和時間都不能確切得知。
曾詛咒著自己所繼承的一切，並在絕望之中與有馬一同尋求神諭，但在有馬的開解下稍稍想通，最終再透過神諭理解自身的死亡之地後接受這樣的結果，並全心為了雙星和能傳承給下一代的未來而戰。
【漫畫版】
在轆轤上島後透過精神感應告訴陰陽師的真正歷史與使命，並告知他安倍晴明仍然活著，島上陰陽師的目標就是救出晴明並打倒汙穢之王，結束與汙穢長達千年的戰鬥。
於上好幾屆的比武大會紀綠中與全部的十二天將均交過手，並全部以五分鐘內擊破。唯一例外的是，在七歲的比武大會初戰中與天若清弦打成平局。
在比武大會「波達羅盈城御前試合」男性場第十回合中，對上十二天將「朱雀」斑鳩士門，因違規使用纏神咒，並砍斷士門的右腳，最終判為士門的勝利，事後到醫院探視士門，並且將他和陰陽頭所商量的事告知士門。
預知了許多人將會在這一戰中死去，但當得知有人倖存之時，決心出戰──因為他們已戰勝了原先那應該要死的命運。
與轆轤一同迎戰悠斗，雖聯手將其打成了重傷卻也導致了失控，成為了比無惡更加禁忌的存在。
【動畫版】
「列島霸亂、天地鳴動、破星篇」中，與十二天將一樣受到指令清除全國各處的「龍黑點」與闇無等婆娑羅對抗，成功阻止接二連三的事件。
在鳴神盯漂浮事件，雖成功阻止事件的擴大，但與十二天將被闇無的一連串策畫所暗算，被奪取所有咒力並石化，為無法行動的狀態。後來雙星成功阻止晴明改變世界，咒力回歸後石化也隨之解除。在動畫版的結局中最後詢問有馬有沒有算到這種情況。
【咒裝／靈符／招式】
- 使用專用貴人靈符的咒裝『霸刃顯符·貴爀人機』及『貴人明鏡符·貴爀人機纏神咒』

鈩（Tatara，聲：寺島拓篤（日本）；喬資淯（台灣））
十二天將「騰蛇」。天將十二家「蛇草家」現任家主。十二天將中繼「最強」天馬之後「最兇」且最不祥的存在。
身穿白色狩衣，留有狐狸耳朵的髮型，身形十分高大。平時並不說話，透過臉上的布以顏文字來表達自身感情。相當喜歡吃麵包邊，存活超過600年。是母親『毒女』（須波神）生下孩子中戰鬥能力最強的，並與其母一同宣誓效忠於土御門家。
【漫畫版】
在島上為會給違法裝備咒裝的人予以重罰，是人人懼怕的存在，但只要不違反規則平時就是個溫馴的人。在目睹到轆轤自創焰魔堂家的行動後，感到相當的有趣，並拍手支持他。
在比武大會「波達羅盈城御前試合」男性場第五回合中，對上「御幣島家」印南準人助，使對方看到幻覺的同時直接秒殺（自身完全無感），完勝比賽。
在地獄鍋蓋被蓋上後，與天馬一同出戰迎擊島上殘存的污穢，為了捍衛所有人的尊嚴與榮耀。本身的戰鬥方式主要為帶毒的咒力，就算不完全解放也會有微量的洩漏──導致接觸者出現幻覺。而一旦進入戰鬥狀態，便會敵我不分的將周遭的所有生命全部捲進去，唯有結界（會被逐漸侵蝕）和風（上風處）能夠抵禦這樣的情況。
對手為排名第八的四皇子，輕鬆將所有化為傀儡汙穢的陰陽師們迅速清除，並且逼迫對方拿出了咒裝全力應戰。在四皇子撤退逃回禍野後繼續追擊，將其一擊必殺。後來將擁有蛇毒抗咒的無惡跟班（婆裟羅）擊殺。最終在與無惡的戰鬥中喪生，給污穢之王化的無惡造成重傷。（在死前將自己的咒術轉讓給土御門有主。）
【動畫版】
在動畫中很早就出場，與同為十二天將之一的「天后」御幣島昴關系密切，當鑪情緒不穩定、失控時、昴會摸摸鑪的頭或肩膀，使自己冷靜下來。常被隨同昴一起行動出任務調查東西。
「列島霸亂、天地鳴動、破星篇」中，與十二天將一樣受到指令清除全國各處的「龍黑點」與闇無等婆娑羅對抗，成功阻止接二連三的事件。
在鳴神盯漂浮事件，雖成功阻止事件的擴大，但與十二天將被闇無的一連串策畫所暗算。
由於鑪的真實身分是為安倍晴明的「式神」，奪取人類咒力的咒術對鑪無效。與闇無有長達600年仇恨敵對關係，在十二天將被石化後，相當的憤怒，掙脫後也露出了自身面貌。憤怒帶給鑪的力量，最後成功施下詛咒並毀滅闇無，但咒力也以耗盡，自身變回式神的紙片。
在在動畫版的結局中最後重新恢復，成為小式神的型態。
【咒裝／靈符／招式】
- 使用專用騰蛇靈符的咒裝『騰幻蛇墮』及『騰蛇明鏡符·騰幻蛇墮纏神咒』，其術式是種不論敵我一律概括都能毀滅的強大力量，釋放類似球狀的能量。使用騰蛇明鏡符其外貌會變得騰蛇一樣，能夠詛咒敵人。

天若清弦（Amawaka Seigen，聲：諏訪部順一（日本）；曹冀魯（台灣））
原十二天將「白虎」（前任）。天將十二家「天若家」第九代家主。十二天將中位列「第三」（原本）。
雖然看似嚴厲，態度冷淡且說話惡毒，實際上性格外冷內熱，是個溫柔且善解人意的人。說話尾後都會加個拉長音——。
是繭良的父親，因為擔憂自己身為陰陽師會對妻女造成危害而與妻子離婚。總是掛心著徒弟轆轤、亮悟和士門，以及女兒繭良的事。
以前隸屬於陰陽連的暗殺組織「律」，負責調查並排除所有擾亂陰陽師界秩序的人事物，其中最常接獲的工作便是處決受到詛咒而失去理智的陰陽師。由於殺死的不是汙穢，而是同為陰陽師的同胞，所以一直是受到其他陰陽師的孤立，學生時代只有鳴海與新兩位朋友。眼袋之所以有嚴重黑眼圈，是因為背負著過去殺害同胞的罪孽，而每晚都苦於惡夢睡不好。
曾為了監視轆轤在雛月寮待了六年，教導轆轤、亮悟、悠斗陰陽術的基礎，是三人的師父，在「雛月的悲劇」發生後帶著悲痛萬分的心情回土御門島。
【漫畫版】
繭良變成汙穢墮落時，雖知自己必須將其祓除卻下不了手，後指導轆轤與紅緒進行布瑠之言拯救繭良。在與悠斗一戰中雖然使用了十二天將的奧義，卻力有未逮，被悠斗打成重傷失去了右手，因而被除名「白虎」之位，後被有馬派駐於本土的鳴神町。
兩年後，在小夜被抓走時將白虎靈符交給了繭良，並讓她與士門、轆轤、紅緒一同展開拯救小夜的作戰。雖然失去了一條手臂但實力依然強大，在修補結界的儀式中貢獻了不少力量，被有馬說「將鳴神町交給你果然沒錯。」
【動畫版】
「列島霸亂、天地鳴動、破星篇」中，與陰陽師們處理闇無引發的事件。後在鳴神盯漂浮事件，將「白虎」之力借給繭良對抗闇無。後來協助轆轤去拯救紅緒。
參加了亮吾與遙的婚禮，當繭良說也想結婚時，並問繭良是否有對象，是不是有好感的某人（暗指士門）。
【咒裝／靈符／招式】
- 使用專用白虎靈符的咒裝『獸爪顯符·白蓮虎砲』及『白虎明鏡符·白蓮虎砲纏神咒』，咒裝型態為白虎的爪子。
- 「虎斬軻遇突智」可用白虎之爪使出大範圍高速斬擊。得意招式是「虚空·倶利伽羅」。

水度坂勘九郎（Mitosaka Kankurou，聲：中村悠一（日本）；劉傑（台灣））
十二天將「青龍」。「水度坂家」的現任家主。十二天將中位列「第三」。（原第三為天若清弦）
陰陽師中的實力強者，在島上被稱為僅次於「最強」鸕宮天馬、「最凶」鑪。
是治療陰陽師的醫生，經營水度坂醫院，是醫療界龍頭家族，開設私立水度坂醫院。
和年齡相近的憲剛從小一起長大、關係很好，稱憲剛是「守財奴」，同時也被憲剛稱為「庸醫」。
身穿一襲黑色軍服、頭戴軍帽。因為鼻子很弱總是戴著口罩。
被天馬稱呼為「醫師院長」。
【漫畫版】
曾預定與同為12天將的嗎新、膳所美玖、斑鳩士門參加石鏡悠斗的討伐任務。在士門等人與聖丸冰鉋戰鬥時，與憲剛一同前來幫助清弦。在目睹到轆轤的行動後，認為他「不按常理出牌的地方很是有趣」，隨後與雲林院憲剛離開了禍野。
帶口罩的原因，是因為7年前在島上發生的「早花咲」悲劇事件，為了阻止禍野浸蝕出來的污穢，連同早花咲組的小孩親手用「龍嚥之法」一起祓除，之後封印自身的能力「龍嚥之法」及終日以尋死的方式去戰鬥。
幫轆轤治療的時候發現轤轆擁有真紅之眼。在大賽前幫雲林院憲剛治療身體背上的傷痕，憲剛的傷痕是在「早花咲」悲劇事件中所留下的。對於御前試合相當不感興趣，認為像只是雜耍一般的活動，看著沒有實力還得意洋洋地選手感到相當急躁。
而在後來的比武大會「波達羅盈城御前試合」男性場第六回合中，對上「焰魔堂家」的雙星之一的焰魔堂轆轤。在比賽開始前向轆轤作比賽打賭，以敗北一方加入勝者一方的旗下為條件。
由於轤轆「雛月的悲劇」經歷與勘九郎「早花咲」悲劇事件相似，因此轆轤明白其感受並助勘九郎解開心結，令他終除下口罩，使出「龍嚥之法」。勘九郎雖輸掉了比賽，但也認同轆轤並認為是一場最好的比賽，並約好下次再戰的話會使用纏神咒。
在大會後，遵從打賭條件以水度坂家的現任家主身份，加入了焰魔堂宗家，助焰魔堂宗家地位提升。
在被打開的地獄鍋蓋中，與憲剛一同發動了纏神咒，只為抓住那唯一一絲通往未來的希望之光。在四皇子撤退後與其他仍有戰力的人一同組成救援軍前往營救轆轤和天馬，並在四皇子操控的巨大汙穢前以自身之力為士門和繭良打開道路。
【動畫版】
「列島霸亂、天地鳴動、破星篇」中，與十二天將一樣受到指令清除全國各處的「龍黑點」與闇無等婆娑羅對抗，成功阻止接二連三的事件。
最初與憲剛、新先生一同行動，在闇無向鳴神町設出了結界進行了最終計畫時，執行『六壬神課』的儀式來應戰，但儀式尚未成功前被污穢群和婆娑羅的山門所阻止，也透過山門得知了陰陽師失蹤跟敵人的無限咒力的原因，與山門對戰，後與憲剛的輔助滅殺山門。
雖成功阻止事件的擴大，但與十二天將被闇無的一連串策畫所暗算，被奪取所有咒力並石化，為無法行動的狀態。後來雙星成功阻止晴明改變世界，咒力回歸後石化也隨之解除。在動畫版的結局中最後繼續照常的玩弄憲剛，表示要來幫憲剛體檢。
【咒裝／靈符／招式】
- 使用專用青龍靈符的咒裝『龍鱗顯符·青閃龍冴』，可將雙手化為龍爪。
- 「霜天龍攘之自在」如鎖鏈般伸長、彎曲並一次貫穿大量污穢。
- 其他招式有「蒼穹龍眉之諧謔」、「天景龍枹之旋舞」、「絢爛龍王之凍牙」。
- 「龍嚥之法」是可以吞食汙穢的秘術。

天若繭良（Otomi Mayura，聲：芹澤優（日本）；林美秀（台灣））
新任十二天將「白虎」。天將十二家「天若家」第十代家主。
星火寮寮長音海善吉的孫女，原十二天將「白虎」天若清弦的女兒，焰魔堂轆轤的青梅竹馬。最初喜歡的人是轆轤，在見證了轆轤與紅緒間的感情之深後，漸漸承認了他們。
天生擁有非常強的咒力，但沒接受過任何陰陽師的訓練，平凡的生活著，也因此如果沒有透過特殊的方法進行咒力的掩飾，便會引來大量的污穢。雖然有著聰明的頭腦與優秀的記憶力，但因為沒有與汙穢戰鬥時所需要的決心而被清弦評價為沒有才能，同時也因為缺乏自信導致自己的實力一直受到侷限。
運動神經相當的差。胸部十分豐滿，個性溫柔體貼，也知道父親是為了保護自己和母親而離開他們的。
曾被石鏡悠斗變成汙穢墮落，後被轆轤與紅緒以共振使出的「布瑠之言」所救。在轆轤、紅緒與悠斗一戰後，因為想和他們一起戰鬥、不想被他們拋在後頭而決定成為陰陽師，並和轆轤紅緒一起修練了兩年。
【漫畫版】
想要變強的繭良請求斑鳩士門作為她修行的對手，在士門的指導下有了明顯的改變，並在與婆娑羅「冰鉋」的戰鬥中，確定了自己戰鬥的理由以及「想要保護眼前的人」的決心，獲得了十二天將的白虎之力。
與轆轤一同前往土御門島，進行一連串的修行。由於基礎實力尚弱，因此被有馬和嗎新禁止使用白虎之力。其後參加三個月後的比武大會──「波達羅盈城御前試合」中，對上在島上十二天將的「天后」御幣島昴（女性陰陽師中最強）。雖輸了給御幣島昴，但被她欣賞而強制收自己為徒。
在小說《士牙繭闢》中，有說明在島上的三個月中得到斑鳩士門的指導下，實力增強，認清自己作為家主的決心，獲得了天若家的認可，正式成為「天若家」第十代家主，並改名為「天若繭良」(原名音海繭良)。在這三個月的時間裡與斑鳩士門的相處下，漸漸對士門有了好感，未來似乎有和士門結婚（小說《士牙繭闢》中描述）。
在大會後，正式繼承「白虎」之位。
在被打開的地獄鍋蓋中，因為腳下的立足點被破壞而墜落，然而為了保護其他人不被瓦礫所商直接發動了白蓮虎咆將上空的瓦礫全數轟開導致無力保護自身，被御幣島 昂所救。
後續與他人一同組成救援隊突入禍野，面對四皇子操縱的巨大汙穢時與士們一同發動纏神咒，並且強硬地削弱了對方的戰鬥力。事後與紅緒再度相遇時，在澡堂中以相當天然的方式給予了紅緒一計暴擊（胸部）。
【動畫版】
「列島霸亂、天地鳴動、破星篇」中，與陰陽師們處理闇無引發的事件。後在鳴神盯漂浮事件，曾短暫取得「白虎」之力對抗闇無。後來協助轆轤去拯救紅緒，也心想自己的戀愛就到此為止了。
在動畫版的結局時參加了亮吾與遙的婚禮，自己說也想結婚時，清弦並問是否有對象，是不是有好感的某人（暗指士門），雖然本人並無此意。
斑鳩士門（Ikaruga Shimon，聲：石川界人／松本沙羅【童年】（日本）；何志威／孫欣瑜【童年】（台灣））
十二天將「朱雀」。天將十二家「斑鳩家」分家人。十二天將中位列「第四」。
11歲時便已掌握祓除汙穢所需的所有咒術，12歲晉升到能夠擔任小隊長的等級，14歲就達到十二天將等級並繼承「朱雀」之位，是名副其實的天才。戰鬥時習慣戴上耳機，裡頭播放的奇怪音樂據說可以提高集中力。
一頭紅髮，看似冷酷的性格其實相當善良單純，也常有害羞感到不好意思的一面。對交通工具很不適應，理由是他不會按我自己的想法去動（似乎有暈交通工具的體質）。
曾是清弦的弟子，以清弦為最高目標敬仰和尊敬著，因此一開始很討厭讓清弦失去白虎之位的轆轤。和天馬是同一所陰陽學校畢業，被他稱呼為「鳥丸」，兩人似乎是死對頭。
士門出生不久母親便因病亡故，三歲時父親也戰死於禍野，之後被宗家領養，被當成親家人一樣溫暖地對待，因此十分熱愛家族，表明自己的性命是為了斑鳩宗家而存在。是個妹控，極度疼愛沒有血緣關係的妹妹斑鳩小夜並稱呼她為千子，但不會寵溺。
曾預定與同為12天將的嗎新、膳所美玖、水度坂勘九郎參加石鏡悠斗的討伐戰任務。
與繭良初次見面是在浴室，剛洗完澡的裸體被繭良看光了。對於繭良的自卑感到十分煩躁，後來因為看見了繭良想要變強的決心答應幫她修行，也形成了原師父的弟子教導師父女兒的奇妙緣分。漫畫23卷中開始有天若繭良的感情線
【漫畫版】
兩年後，陪同小夜作為轆轤與紅緒前往土御門島的考官來到本土。在小夜為轆轤舉行測驗儀式時，因小夜咒力太強，被婆娑羅──槓感知到，而後被聖丸和冰鉋抓走。士門一人不敵聖丸，後來在轆轤、紅緒和繭良的幫助下最終成功救回小夜。衷心感謝轆轤的幫助，表示自己為能與雙星的陰陽師一同戰鬥而感到榮耀。
被有馬任命保護在土御門島的轆轤與繭良。在小說《士牙繭闢》，有說明在島上的三個月有向繭良指導。
在比武大會「波達羅盈城御前試合」男性場第十回合中，對上十二天將「貴人」鸕宮天馬。最後天馬因違規使用纏神咒，被砍斷右腳，最終判為士門的勝利。
後續安裝上義肢，並且強行突入禍野營救天馬，並與繭良一同發動纏神咒迎戰由四皇子操控的巨大汙穢。事後對天馬說「你會在此得救，代表著你的命運仍未結束。」
【動畫版】
「列島霸亂、天地鳴動、破星篇」中，與十二天將一樣受到指令清除全國各處的「龍黑點」與闇無等婆娑羅對抗，成功阻止接二連三的事件。
後被御影派入鳴神學園就讀，目的是為了保護雙星。憎恨雙星的千千石前來襲擊雙星，為了保護雙星士門與千千石開戰，在戰鬥中士門了解了朋友的意義並將雙星視為一同戰鬥的朋友，最終成功擊敗了千千石。
在鳴神盯漂浮事件，雖成功阻止事件的擴大，但與十二天將被闇無的一連串策畫所暗算，被奪取所有咒力並石化，為無法行動的狀態。後來雙星成功阻止晴明改變世界，咒力回歸後石化也隨之解除。在動畫版的結局中最後有回到家裡見小夜一面。
【咒裝／靈符／招式】
- 使用專用朱雀靈符的咒裝『天翔顯符·朱染雀羽』及『朱雀明鏡符·朱染雀羽纏神咒』，為現今陰陽術中唯一能夠飛行的咒裝。
- 「赤鶙無限屏風」可將朱雀之羽化為三十六支利劍，每支劍皆依照士門的意念行動。
- 「金翅鳥煉極烈羽」為纏神咒招式，可將雙手化為熾熱的火焰之劍。

御幣島昴（Mitejima Subaru，聲：澤城美雪（日本）；林美秀（台灣））
十二天將「天后」。天將十二家「御幣島家」現任家主。十二天將中位列「第五」。
女性陰陽師之首。12歲時便已禍野進行初次戰鬥，15歲就達到十二天將等級並繼承「天后」之位，成為家主。
像貴族一樣總是身穿洋裝、面帶微笑的高雅女性。有著一口京都腔。喜歡美麗優雅的東西，對「婚期」、「晚婚」等相關字眼特別敏感。像遠離塵世的女性，憧憬著美好的戀愛。是紅緒小時候的師傅。
【漫畫版】
在比武大會「波達羅盈城御前試合」女性場第四回合中，對上「天若家」的繭良。結果獲勝，欣賞繭良的實力增加，並強行將繭良收為自己的徒弟。
在被掀開的地域鍋蓋中首先營救自身的徒弟繭良，之後迎戰似乎和自身頗有淵源的對手，排名第七的婆娑羅：臥蛇。
知道雙星的祕密，悠斗討伐戰結束後與紅緒在澡堂中再度相遇時，親自確認她已經覺醒為「太陰」的事實，並向她表示命運的齒輪已經轉動了，接下來只需等待「太陽」的覺醒。
【動畫版】
在動畫中很早就出場，與同為十二天將之一的「騰蛇」鑪關系密切，當鑪情緒不穩定時會摸摸鑪的頭或肩膀，使鑪冷靜下來。跟有馬的關係也較好，常被有馬拜託行動出任務調查東西。曾經設計讓轆轤和紅緒約會，曾幫助紅緒、轆轤二人進行特訓來增強與悠斗作戰的實力。
「列島霸亂、天地鳴動、破星篇」中，與十二天將一樣受到指令清除全國各處的「龍黑點」與闇無等婆娑羅對抗，成功阻止接二連三的事件。
在鳴神盯漂浮事件，雖成功阻止事件的擴大，但與十二天將被闇無的一連串策畫所暗算，被奪取所有咒力並石化，為無法行動的狀態。後來雙星成功阻止晴明改變世界，咒力回歸後石化也隨之解除。在動畫版的結局中最後與鑪正在吹風。
【咒裝／靈符／招式】
- 使用專用天后靈符的咒裝『聖后顯符·天聖后爐』，屬於五行中的「水」，能將手上的扇子化為槍來戰鬥。
- 「散華·無限彈狂騷曲」可迅速射出無數顆子彈，華麗地祓除大量污穢。

勝神柯蒂莉雅（Kasukami Cordelia，聲：安野希世乃（日本）；鄭郁欣（台灣））
十二天將「天空」。天將十二家「勝神家」的現任家主。十二天將中位列「第六」。
留有紫色長髮，如同機器人一般的少女。睜開眼睛時會發出電腦開機般的聲音，還能從嘴裡吐出靈符。
總是面無表情，用英文說話，以獨特的方式分割字母和漢字字符為主基調（「例如：「C·U·T·E」（可愛）」）。
被天馬稱呼為「機械美」。
【漫畫版】
在十二天將朱雀士門的繼承儀式上，看穿了雲林院憲剛的嫉妒之心，用冷漠的表情對他吐槽。
在比武大會「波達羅盈城御前試合」女性場第三回合中，對上「水度坂家」雞琢寧寧，得到完全勝利。
在被打開的地獄鍋蓋中，聯合了在場所有勝神家的陰陽師發動纏神咒，形成了為了對付巨型汙穢而成形的巨大式神，於絕望之中緊緊的抓住給予未來希望的最後一線光芒。
【動畫版】
「列島霸亂、天地鳴動、破星篇」中，與十二天將一樣受到指令清除全國各處的「龍黑點」與暗無等婆娑羅對抗，成功阻止接二連三的事件。與五百藏鳴海行動對戰巨蛋事件中婆娑羅的山門最後與雙星的協助下成功了擊退了山門。日常空閒時會在兒童公園裡陪同小孩子們玩耍。
在鳴神盯漂浮事件，雖成功阻止事件的擴大，但與十二天將被闇無的一連串策畫所暗算，被奪取所有咒力並石化，為無法行動的狀態。後來雙星成功阻止晴明改變世界，咒力回歸後石化也隨之解除。在動畫版的結局中最後在兒童公園裡陪同小孩子戴上花束。
【咒裝／靈符／招式】
- 使用專用天空靈符的咒裝『鬪神顯符·天元空我』，為現存陰陽術中最大的咒裝。
- 「雷神墮惡霧澐」可如巨型機器人般製造衝擊砲發射，對目標產生巨大破壞。

蹉跎櫻（Sada Sakura，聲：Lynn（日本）；孫欣瑜（台灣））
十二天將「六合」。天將十二家「蹉跎家」現任第41代家主。十二天將中位列「第七」。
留有金色長髮、戴著眼鏡。非常有氣勢，總是一副嚴肅的表情，是比任何人都注重規矩和模範的體育系十二天將。
擁有一副大嗓門，且不會在意自己莽撞的性格會給別人添麻煩，這些性格在動畫裡得知全是遺傳自父親，為膳所美玖的弟子兼養女。
而「六合」的能力是繼承歷代前家主的呪力來戰鬥，由於與40位呪護者共同戰鬥，力量過於強大而削減生命，是捨身之技。
【漫畫版】
在比武大會「波達羅盈城御前試合」女性場第二回合中，對上「五百藏家」五百藏志鶴，得到完全勝利。
之後在被打開的地獄鍋蓋中，與膳所美玖一同救援五百藏鳴海，最終與志鶴一同聯手將加布羅一同推入了打開的門扉送入下一層。
在跨過了奇異點後，於是後去拜訪養母的墳墓，並在墳前發誓絕對不會忘記她。不希望被任何人所記住，因為往往被人所記住之時就是死去之時，而那些記憶也只能為他人帶來無窮盡的悲傷而已。
【動畫版】
「列島霸亂、天地鳴動、破星篇」中，與十二天將一樣受到指令清除全國各處的「龍黑點」與暗無等婆娑羅對抗，成功阻止接二連三的事件。在一次的戰鬥中與美玖擊敗了自己父親蹉跎椿的仇人「師」。
在鳴神盯漂浮事件，雖成功阻止事件的擴大，但與十二天將被闇無的一連串策畫所暗算，被奪取所有咒力並石化，為無法行動的狀態。後來雙星成功阻止晴明改變世界，咒力回歸後石化也隨之解除。在動畫版的結局中最後與美玖拜訪蹉跎椿的墳墓。
【咒裝／靈符／招式】
- 使用專用六合靈符的咒裝『斷罪顯符·六華合獄』，原作版為拳腳攻擊，動畫版為一把巨型鐮刀咒裝。

五百藏鳴海（Ioroi Narumi，聲：高塚正也（日本）；何志威（台灣））
十二天將「勾陳」。「五百藏家」的現任家主。十二天將中位列「第八」。
是當中最有包容力的人，有著總是哈哈大笑的豪爽性格。皮膚黝黑，身穿黑色無袖狩衣。
和清弦、有馬、嗎新是從小相識的同期生，除了陰陽師以外還從事農業的工作。目前有9個孩子。
被天馬稱呼為「積極男」、「火爆男」。
【漫畫版】
在十二天將朱雀士門的繼承儀式上，得知雲林院憲剛存有嫉妒後，大笑著安慰他。
在比武大會「波達羅盈城御前試合」男性場第九回合中，對上十二天將「太裳」嗎新。
在討伐加布羅一役中內臟損傷而死亡，並將十二天將繼承給志鶴。
【動畫版】
「列島霸亂、天地鳴動、破星篇」中，與十二天將一樣受到指令清除全國各處的「龍黑點」與暗無等婆娑羅對抗，成功阻止接二連三的事件。與柯蒂莉雅行動對戰巨蛋事件中婆娑羅的山門最後與雙星的協助下成功了擊退了山門。
在鳴神盯漂浮事件，雖成功阻止事件的擴大，但與十二天將被闇無的一連串策畫所暗算，被奪取所有咒力並石化，為無法行動的狀態。後來雙星成功阻止晴明改變世界，咒力回歸後石化也隨之解除。在動畫版的結局中最後與兒女開朗的在耕田中。
【咒裝／靈符／招式】
- 使用專用勾陳靈符的咒裝『星震顯符·勾殿陳坐』，屬於五行中的「土」，巨大錘式型咒裝可將大地之力收為己用。
- 「Type牛騎」將巨錘化為牛頭貌，可使地上浮出巨大尖刺。

雲林院憲剛（Ujii Kengo，聲：小西克幸（日本）；于正昌（台灣））
十二天將「玄武」。天將十二家「雲林院家」的現任家主。十二天將中位列「第九」。
瞇瞇眼、戴著圓框眼鏡，身穿墨綠色長袍和黑色狩衣。和年齡相近的勘九郎從小一起長大、關係很好。
有著「守財奴」的稱號，喜歡錢。隨身攜帶算盤用於發動咒術和計算金錢，戰鬥後會收取保護同伴的費用。被天馬稱呼為「愛錢勢利鬼」。
【漫畫版】
背後有著一道傷痕，一直被勘九郎治療中，曾說想清除是能清除的，這道傷痕的原因是警戒「早花咲」悲劇事件而留下。
在士門等人與聖丸冰鉋戰鬥時，在目睹到轆轤的行動後，認為他是「沒有察覺自己的脖子被套著項圈的小狗」。
在比武大會「波達羅盈城御前試合」男性場第一回合中，對上「蹉跎家」藏土彈馬，得到完全勝利。在比賽完後對轆轤透露勘九郎的能力「龍嚥之法」和在7年前在島上發生的「早花咲」悲劇事件，目的是為了讓轆轤去把勘九郎的鬥志給重新點燃。
在被打開的地獄鍋蓋中，與勘九郎一同發動了纏神咒，並以超巨大的結界將入侵的汙穢連同在場所有陰陽師拘束在門附近決一死戰，只為抓住那唯一意思通往未來的希望之光。
【動畫版】
「列島霸亂、天地鳴動、破星篇」中，與十二天將一樣受到指令清除全國各處的「龍黑點」與暗無等婆娑羅對抗。
在鳴神盯漂浮事件，輔助勘九郎對付山門並滅殺。雖成功阻止事件的擴大，但與十二天將被闇無的一連串策畫所暗算，被奪取所有咒力並石化，為無法行動的狀態。後來雙星成功阻止晴明改變世界，咒力回歸後石化也隨之解除。在動畫版的結局中最後繼續被勘九郎玩弄。
【咒裝／靈符／招式】
- 使用專用玄武靈符的咒裝『鋼殼顯符·玄帝武鬮』。
- 「陣之龜鏡‧殲破」可透過對算盤施加咒力而使每個算珠都成為暗器，也可以利用普通的礦泉水進行對汙穢的滅殺。
- 「陣之龜盾·絕禍」則是能自動防禦污穢攻擊的防禦屏障，防禦力高強。

嗎新（Inanaki Arata，聲：鳥海浩輔（日本）；劉傑（台灣））
十二天將「太裳」。天將十二家「嗎家」現任家主。十二天將中位列「第十」。
是當中非常博學的存在，擔任「青陽院」校長。和清弦、有馬、鳴海是從小相識的同期生。喜歡用奇怪的方式稱呼他人，如將清弦稱為「清弦炭」，引發對方的吐槽和抱怨。
一頭深藍色頭髮，身穿深藍色狩衣，眼睛總是瞇起來，與外表不相稱地是個重度御宅族，熱愛所有本土的宅文化，最喜歡的作品是「魔法少女澎澎皮娜」。
【漫畫版】
曾預定與同為12天將的膳所美玖、水度坂勘九郎、斑鳩士門參加石鏡悠斗的討伐戰任務。
在比武大會「波達羅盈城御前試合」男性場第九回合中，對上十二天將「勾陳」五百藏鳴海。
在開啟的地域鍋蓋中坐鎮指揮中心，有條不亂的指揮大家到達最佳地點進行迎戰，也是所有人中第一個查覺到有馬已經逝世的人。
【動畫版】
「列島霸亂、天地鳴動、破星篇」中，與十二天將一樣受到指令清除全國各處的「龍黑點」與暗無等婆娑羅對抗，成功阻止接二連三的事件。
在鳴神盯漂浮事件，雖成功阻止事件的擴大，但與十二天將被闇無的一連串策畫所暗算，被奪取所有咒力並石化，為無法行動的狀態。後來雙星成功阻止晴明改變世界，咒力回歸後石化也隨之解除。在動畫版的結局中最後購買了魔法少女澎澎皮娜的傳說捲數。
【咒裝／靈符／招式】
- 使用專用太裳靈符的咒裝『百訓顯符·太訓裳蠱』

膳所美玖（Zeze Miku，聲：小倉唯（日本）；林美秀（台灣））
十二天將「大陰」，天將十二家「膳所家」的現任家主。十二天將中位列「第十一」。
外表為身材嬌小的蘿莉，實際上卻是十二天將中最年長的存在。性格相當孤僻、毒舌，但也有著傲嬌的一面。
身穿一襲哥德蘿莉狩衣，非常喜愛絨毛布偶，經常抱著自己編織的布偶並小聲喃喃自語說壞話，說話的詞彙會帶有「真、超」的習慣。
蔑視一切弱小的陰陽師，但並不會過度批評。丈夫英年早逝，後來暗戀櫻的父親，並拒絕叔叔介紹的所有相親對象，決心表白但是對方已與蹉跎家的女兒成婚，便以笑容掩視心中的痛苦。後來在一場戰鬥中櫻的父親被婆娑羅所殺害，臨死前被拜託照顧他的女兒櫻。對櫻來說是母親一般的存在。被天馬稱呼「蘿莉子」、「蘿莉妹」。
【漫畫版】
曾預定與同為12天將的嗎新、水度坂、斑鳩參加石鏡悠斗的討伐戰伐任務。對於星火寮的空氣非常不滿，抱怨這裏「又髒又臭、像豬圈一樣」。
在比武大會「波達羅盈城御前試合」女性場第一回合中，對上「鸕宮家」武刕口魨代，得到完全勝利。
原作漫畫中櫻的父親被婆娑羅「加布羅」所殺害，因此決定與櫻為其復仇。然而在討伐加布羅一役中因為被纏死穢擊中，失血過多並將最後的全部咒力用於支援，最終身亡。
【動畫版】
「列島霸亂、天地鳴動、破星篇」中，與十二天將一樣受到指令清除全國各處的「龍黑點」與暗無等婆娑羅對抗，成功阻止接二連三的事件。
和漫畫不同，動畫中櫻的父親被婆娑羅「師」所殺害，臨死前被拜託照顧他的女兒櫻。與櫻的無間配合成功的擊敗了師。
在鳴神盯漂浮事件，雖成功阻止事件的擴大，但與十二天將被闇無的一連串策畫所暗算，被奪取所有咒力並石化，為無法行動的狀態。後來雙星成功阻止晴明改變世界，咒力回歸後石化也隨之解除。在動畫版的結局中最後與櫻拜訪蹉跎椿的墳墓。
【咒裝／靈符／招式】
- 使用專用大陰靈符的咒裝『魔軍顯符·大戲陰葬』及『大陰明鏡符·大戲陰葬纏神咒』，透過給布偶下咒來戰鬥，也可操縱眾多布偶來戰鬥。

#### 天將十二家
天將十二家與土御門宗家是統領著土御門島、處在最頂峰的家族，與島和污穢相關的重要決策皆由這幾個家族舉辦會議共同決定。
斑鳩家
為「朱雀」繼承的名門。家系以遠距離戰鬥為主。第二十四代家主為斑鳩峯治，下任家主為斑鳩惠治。
斑鳩峯治
斑鳩家第二十四代家主，士門的義父，將士門視為自己的親兒子般照顧。為十二天將上一代的「朱雀」。
外表充滿威嚴卻重情重義的男人，甚至不惜放下身為家主的尊嚴，對轆轤在本土救了小夜表示鞠躬十分致謝。此外還有著在宴會中講評書的有趣面。會對稱自己為「峯治大人」的士門勃然大怒，強制士門必須叫自己「爸爸」。
斑鳩恵治
「斑鳩家」宗家嫡長男，為下任家主，是十二天將的候補。
士門的義兄，將士門視為自己的親弟弟般對待。是個親切和善的男人，表示自己雖然被稱為「下任家主」，實際上士門比自己厲害許多，是他引以為傲的弟弟。會對稱自己為「惠治大人」的士門勃然大怒，強制士門必須叫自己「哥哥」。
在比武大會「波達羅盈城御前試合」男性場第三回合中，對同為十二天將的候補五百藏軍記，最後敗北。
在打開的地域鍋蓋中率領著第六、第七迎擊隊進行支援。
斑鸠小夜（Sayo Ikaruga）
「斑鳩家」宗家嫡長女。士門的義妹，被哥哥士門稱呼為「千子」。是個活潑可愛的女孩。體內蘊藏著斑鳩家代代相傳而來的強大咒力，咒護者為安倍晴明的母親──狐妖「葛之葉」，身上繪有能抑制咒力的符文。
擁有太過強大的咒力使小夜只能待在土御門島上覆蓋著結界的斑鳩家用地內，更為她的身體帶來龐大負擔因此性命活不過20歲。小夜曾經為此而感到絕望，怨恨葛之葉也怨恨自己的宿命，後來士門對她立下了「絕對會在小夜長大成人之前打倒汙穢之王、為千年戰鬥畫下休止符」的約定，並創造一個不被任何事物束縛的未來給她，讓小夜擺脫絕望勇敢面對自己的命運。據有馬所說，讓咒護者從體內消失的唯一方法就是達成咒護者存在的使命，也就是祓除所有汙穢。
「葛之葉」有看清他人咒力本質的力量，小夜因而被選為測試轆轤紅緒是否有資格前往土御門島的考官。因為能藉此機會離開島嶼並前往本土觀光，於是便將促成這份契機的轆轤視為帶來自由的王子，對他抱持著仰慕與好感。
在對轆轤進行測試儀式的時候，利用葛之葉的力量成功激發出轆轤體內的晴明，母子二人得以相見。然而由於小夜咒力太強，因而被婆娑羅聖丸和冰鉋發現並抓走，後來更被聖丸刺穿胸口而重傷。最終被轆轤、紅緒、士門與繭良成功救回。
天若家
為「白虎」繼承的名門。家系以暗殺任務為主。第九代當家為原十二天將天若清弦；代理家主為天若夕弦；現第十代當家為清弦的女兒音海繭良。在第九代以前，天若家是在黑暗中負責陰陽師暗殺任務的「律」，後在清弦的努力下轉變為在光明中維持島上治安的組織。
天若夕弦（Yuzuru Amawaka）
「天若家」分家人，清弦的堂姐妹。左眼留有傷疤，總是身穿黑衣。從清弦擔任家主的時候起便是處理一切家族事務的能幹助手。在清弦退出家主後，成為了代理家主。夕弦對繭良非常尊重，以土下座的姿勢迎接這位「第十代家主」的到來。似乎對清弦抱有特別的感情，對清弦的黑眼圈非常擔憂。
依羅刃夜
「天若家」分家人，旗下家中的首席陰陽師。天若實動部隊的隊長，是天若家的傘下中，最有實力的男人。左邊臉頰上有一個大大的傷疤，帶著黑框眼鏡。在清弦退出家主後，努力地帶領部下維持天若家的地位。最初對繭良十分不尊重，認為她是不合格的家主。在小說《士牙繭闢》中，有詳細寫出刃夜對繭良的態度變化及原因，其後認可她為「天若家」第十代家主，並十分尊重她。在比武大會「波達羅盈城御前試合」男性場第三回合中，對「膳所家」首席陰陽師波切十蔵，最後獲勝。
五百藏家
為「勾陳」繼承的名門。家系以禍野的地形管理為主。現任家主為十二天將五百藏鳴海。家族成員基本上都很熱血，全家持有咒裝『碎錘顯符‧兇羅碎擊』。其家族共有11人（父母2人、兒子4人、女兒5人）。
五百藏珠美（聲：澤城美雪（日本））
「五百藏家」宗家家妻，五百藏鳴海的妻子，四男五女的母親。嬌小的身型，卻擁有強大勇敢的心。
當丈夫、長子、次子與次女在與加布羅一戰時，感覺到了他們生命的消逝......
五百藏軍記
「五百藏家」宗家長男，為下任家主，是十二天將的候補。遺傳了父親鳴海的超熱血，熱愛肌肉。與斑鳩恵治郎從小一起長大、關係很好。
在比武大會「波達羅盈城御前試合」男性場第三回合中，對同為十二天將的候補斑鳩恵治，最後獲勝。
於加布羅一戰中陣亡，並且在心中對斑鳩恵治暗道──沒辦法遵守承諾了。
樫原真澄
「五百藏家」宗家長女，23歲。嫁了五百藏家傘下的樫原家。
五百藏數馬
「五百藏家」宗家次男。右眼帶了眼罩，與父親活躍於一線中。
於加布羅一戰中率先陣亡，
五百藏志鶴
「五百藏家」宗家次女，五百藏鳴海的女兒。臉頰中間上有一個傷疤，說話語氣較男性化。最初對來自本土的轆轤看不起，其後在禍野被他救了一命後而對於自己感到羞恥，開始在意轆轤。
不認同對於媽媽說的女性工作是負責支援，男性負責參加戰鬥，與其懷抱不安的心情等待他們回來，倒不如一起參加戰鬥，覺得只要全體女性和男性一起戰鬥，戰力加倍，就可以終結千年戰爭。此想法得到轆轤的贊賞。
在比武大會「波達羅盈城御前試合」女性場第二回合中，對上十二天將「六合」蹉跎櫻，最後敗北。在討伐加布羅一役中繼承其父親的勾陳之力，最終暫時擊退了加布羅。並於此戰成為勾陳的下任繼承人。
五百藏絹華
「五百藏家」宗家三女。和志鶴一起活動為多，輔助父親工作。
五百藏波江
「五百藏家」宗家三男。
五百藏朱里
「五百藏家」宗家四女。
五百藏隼都
「五百藏家」宗家四男。
五百藏藤花
「五百藏家」宗家五女。
蹉跎家
為「六合」繼承的名門。家系以近距離戰鬥為主。現任家主為十二天將蹉跎櫻。
蹉跎椿（聲：竹內榮治（日本）；于正昌（台灣））
「蹉跎家」分家人，櫻的父親。跟美玖關係相當要好，兩人從前常搭檔拔除汙穢。後來在某一次的戰鬥中被婆娑羅的加布羅所殺害（動畫版則是被婆娑羅的師殺害），死前將女兒櫻託付給美玖。
膳所家
為「大陰」繼承的名門。家系以下位家系管理為主。現任家主為十二天將膳所美玖。
膳所齋（聲：不詳（日本））
「膳所家」分家人，美玖的叔父，被天馬稱呼「胖子正」。相當蔑視出了石鏡悠斗這個叛徒的化野家。
水度坂家
為「青龍」繼承的名門。家系以醫療呪術研究為主。現任家主為十二天將水度坂勘九郎。是醫療界龍頭家族，開設私立水度坂醫院。
雲林院家
為「玄武」繼承的名門。家系以結界守護為主。現任家主為十二天將雲林院憲剛。是非常擅長使用結界的家族，會24小時365天的輪班制不斷的張開結界守住嘆息之臺。
嗎家
為「太裳」繼承的名門。家系以支援、索敵、為主。現任家主為十二天將嗎新。嗎家是島上教育界的龍頭家族，青陽院(土御門島預備役陰陽師修練機關)便是在其管理之下。
勝神家
為「天空」繼承的名門。家系以武器防具的開發為主。現任家主為十二天將勝神柯蒂莉雅。家族成員基本上都沒什麼活力，全家皆持有咒裝『四肢裝符·四魂立神』。
御幣島家
為「天后」繼承的名門。家系以遠距離戰鬥為主。現任家主為十二天將御幣島昴。
鸕宮家
為「貴人」繼承的名門。家系以近距離戰鬥為主。現任家主為十二天將鸕宮天馬。是天將十二家最大家系，家族全員都是菁英中的菁英。
蛇草家
為「騰蛇」繼承的名門。家系以研究汙穢和禍野為主。現任家主為十二天將鑪，被天馬稱為顏文字超人。

#### 太將十八家
化野家
屬於「太將十八家」之一，天將十二家「膳所家」的分支。家主代代由女性擔任。京都化野家為分家，紅緒在母化野沙貴（聲：竹村知美（日本）；林美秀（台灣））和父化野豹牙（聲：竹内榮治（日本）；何志威（台灣））雙亡後前往京都分家，而後成為家主。
生琉里絹（Kinu Furusato，聲：磯邊萬沙子（日本）；林美秀（台灣））
化野家的管家婆，負責照顧紅緒的生活起居，非常寵愛紅緒。對於紅緒要以雙星的身分和轆轤結婚一直不認同。
黃粉（Kinako，聲：福山潤（日本）；劉傑（台灣））
化野家的式神，現分屬在焰魔堂家。紅緒的式神，半貓半狐的外型。動畫中平時以形代的樣子掛在紅緒的脖子上，在偵測到汙穢時出言警告。
漫畫裡，黃粉作為式神被年幼的紅緒創造出來，兩人形影不離一起生活，宛如家人一般。紅緒在父母亡故後便離開島前往京都化野分家，悠斗則被石鏡家領養，前往雛月寮。紅緒離開前，黃粉向她立下了"會好好守護化野家，等待紅緒小姐歸來"的約定，幾年來獨自守著空屋。期間，悠斗成為叛徒、重傷天若清弦的消息在土御門島流傳開來，化野家開始遭人唾棄、蔑視、謾罵，成為人人厭惡的存在，處境越來越艱辛。
轆轤來到島上後深刻見到了化野家的處境，決定拒絕加入天將十二家的任何一家，在化野家故居創立初代「焰魔堂家」，與黃粉一起守護這個家等待紅緒的到來。其後黃粉和轆轤的同學，設計了焰魔堂家家紋，作為禮物送給轆轤。

#### 焰魔堂家
轆轤來到土御門島後以原化野家宅邸為基礎創立的家門
新喜田公彥
轆轤為了參加御前試合而被有主和轆轤在誤以為能加入土御門家的情況下加入焰魔堂家旗下的三人之一，被迫加入焰魔堂家後對轆轤感到憧憬，後在討伐戰中率先鼓起勇氣前去營救有主。
山女原林檎
轆轤為了參加御前試合而被有主和轆轤在誤以為能加入土御門家的情況下加入焰魔堂家旗下的三人之一，在討伐戰中雖然害怕但還是一起戰鬥。
越方錦太
轆轤為了參加御前試合而被有主和轆轤在誤以為能加入土御門家的情況下加入焰魔堂家旗下的三人之一，在討伐戰中雖然害怕但還是一起戰鬥。

#### 本土的陰陽師
椥辻亮悟（Ryougo Nagitsuji，聲：前野智昭（日本）；于正昌（台灣））
星火寮所屬的陰陽師，轆轤的前辈，對轆轤而言是相當於兄長一般的存在，兩人雖沒有血緣關係感情卻十分深厚。有別於現在沉穩的樣子，青春期時期的亮悟相當叛逆還染過頭髮。喜歡吃星火寮寮長煮的咖哩。
由於小時候家人都被汙穢所殺害，是家中唯一的倖存者，因此非常恐懼當陰陽師，甚至在聽到寮長與清弦打算培養轆轤當陰陽師的時候持反對意見。但在看到轆轤優秀的才能、被他鼓勵之後，終於克服內心陰影決定成為陰陽師，並且全力支持轆轤的夢想。同样以祓除污秽为理想，希望成为出色的阴阳师。在動畫版與柏原遥交往，結局與其結婚。
國崎慎之助（Shinosuke Kuzaki，聲：山下大辉（日本）；劉傑（台灣））
星火寮所屬的陰陽師，轆轤的前辈。个性沉默寡言，战斗时担任后方支援。对他人的恋爱情况很感兴趣。
额塚篤（Atsushi Sukumazuka，聲：村田太志（日本）；何志威（台灣））
星火寮所屬的陰陽師，轆轤的前辈。开朗活泼，经常和辘轳开玩笑，是星火寮活跃气氛的存在。曾挑衅过清弦后被狠狠地教训了一顿。
音海善吉（Zenkichi Otomi，聲：赤城進（日本）；劉傑（台灣））
星火寮寮長，繭良的外公，音海紫的父親。在「雛月的悲劇」後收留轆轤。
柏原遥（Haruka Kaibara，聲：富岡美沙子（日本）；孫欣瑜（台灣））
於動畫第15話中登場，留有紫髮的少女。目前學習繪畫，並在西班牙留學過一段時間，前不久剛回到日本並分配到菖蒲市的陰陽師支部。在罧原的牽線之下，柏原與亮悟開始交往。後來得知罧原戰死的消息後，柏原很後悔，在雨天裡撲向亮悟的胸膛哭訴著自己的後悔。事件落幕後，後來留在星火寮工作。在動畫版的結局中與亮悟結婚。
罧原徹（聲：竹内榮治（日本）；劉傑（台灣））
隸屬菖蒲市的陰陽師支部，與亮悟是舊相識。在將亮悟叫到公園後將少女柏原遙介紹給他認識。幫助同事柏原遙和亮悟為兩人牽線搭橋，在亮悟因為約會的事情而惴惴不安時，罧原開導了他。然而沒過多久，亮悟就收到了罧原戰死的訃告。在動畫版第15話中，清弦親臨禍野時，在看到雙星被汙穢墮轉的汙穢擊敗後，清弦親自拔除那一名汙穢墮轉的汙穢，在把雙星趕出禍野後，在那一名汙穢墮轉的汙穢的遺體前，發現了罧原的懷錶中的照片，也證實罧原是中了汙穢墮轉的邪咒變成了汙穢。
霧之峰清水（Kiyumi Kirigamine，聲：中原麻衣（日本）；林美秀（台灣））
於動畫第23話中登場，女性陰陽師隊長。外貌看似年輕，但已經有了自己的家庭，一定的年紀。對雙星感到很有興趣。被闇無操縱奪取咒力被石化，後來雙星成功阻止晴明改變世界，咒力回歸後石化也隨之解除。
神稻（Kumashiro，聲：竹内榮治（日本）；于正昌（台灣））
於動畫第23話中登場，男性陰陽師隊員。是個新人陰陽師。被闇無操縱奪取咒力被石化，後來雙星成功阻止晴明改變世界，咒力回歸後石化也隨之解除。

#### 過去的陰陽師
安倍晴明（Abe no Seimei）
大陰陽師，總霸陰陽連土御門宗家的祖先，孕育出陰陽連的始祖，被譽為「最強的陰陽師」。真身是一名身形嬌小的女性，稱轆轤為「我的孩子」，其餘資訊尚不明確。目前已知安倍晴明其實並沒有死，她在千年以前的戰鬥中將汙穢之王封印於自己體內，此後一直待在禍野的深淵之地。在小夜的感受中，晴明和其他咒護者不一樣，好像隔著一層網在很遙遠的地方。
安倍晴明（動畫版）（聲：小野大輔（日本）；何志威（台灣））
動畫版「破星篇」中，與原作漫畫設定不同，身分為一名銀髮白膚男性，並使用式神做為「土御門御影」存活在現世，式神是黑髮黑膚男性並非銀髮。
曾種下「天之御柱」創造出「破星王」擁有陰之力的轆轤與注入了陽之力的紅緒，為了讓他們兩人結合生出「陰陽」之力的「神子」。但其實自身的目的是想要這世界成為自己所理想的世界，沒有汙穢（憤怒、憎恨、悲傷、懊悔）的陰世界，只有被選中的人留存的充滿無常之愛與純潔無淨之人所待的世界。在準備改變世界傳播花粉的最後步驟時被雙星所阻止計畫，與雙星的對談中的最後，曾抱持著陰與陽的調和理想但卻一職無法實現美好的世界。最後願意再等一千年好好地相信人類的改變，便變回式神御影，自身再度等待中。
蘆屋道滿
數百年前著名的陰陽師，也是安倍晴明的競爭對手。認為消滅汙穢之王要用同一種力量，而研究被汙穢之王接觸產生的異變體，創造了太陰及汙穢的存在，也見證了許多未能覺醒為汙穢公主的太陰的末日。與晴明一同一直待在禍野的深淵之地，把消滅汙穢之王的願望寄託在雙星身上。外貌酷似焰魔堂轆轤。
童子丸（Douujimaru）
千年前陰陽師安倍晴明的弟子。在晴明與十二式神前往禍野與汙穢之王展開決戰前，以防萬一將自己部份咒力傳給了童子丸，期許童子丸此後以「安倍晴明」的身分統領大家。此便是現代為大家所熟知的「安倍晴明」。

### 汙穢
汙穢之王
外表狀如巨獸，生有多個爪子，可以在天空飄浮，無法分清是生物還是惡靈。具有比普通汙穢更加強大的體型和實力，可以將自己碰觸到的人類瞬間變成墮落體，並使墮落體不分敵我進行殺戮。集結了現世中所有的汙穢而形成，如同地球被下了詛咒一般。
為了將汙穢之王囚禁起來，安倍晴明制造了次元大結界“禍野”，並將這裏與現世隔絕起來。
石鏡悠斗（Yuuto Ijika，聲：村瀨步（日本）；何志威／孫欣瑜【童年】（台灣））
紅緒的雙胞胎哥哥。由於化野家代代由女性繼承家主之位，在父母死後被石鏡家給領養。在紅緒原本的印象中為注重家庭、富有正義感的好兄長（原本如此），但本人則將父母和妹妹視為「沒有力量、只會空談理想的弱者」而鄙視著他們。
悠斗心目中的「最強陰陽師」是集陽之咒力（人類）與陰之咒力（污穢）於一身的存在，為達成此目標，讓自己污穢墮落、將污穢的力量納為己用是他的第一步，而「雛月的悲劇」正是悠斗為了踏出這一步所做的「實驗」，在與轆轤、紅緒對戰時已能達到全身污穢化的境界。
為了獲得「遠超於陰陽師的極限甚至凌駕於婆娑羅」的力量，悠斗下一步所追求的是所有人類的咒力，也就是所有人類的「死」。認為無論是陰陽師還是污穢，只在一方達成頂級不能算是完美，真正的「陰陽師」是掌握了陰陽究極咒力的人。
在本土與轆轤、紅緒戰鬥後失去了一隻手臂，接著回到土御門島實行自己的計畫並等待轆轤的到來。現今實力已達到令陰陽連忌憚的境界，危險度等級相當於婆娑羅。
被有馬稱之為特異點，因為歷代以來作為陰之一方的太陰從未以雙胞胎的姿態誕生，更不用說墜入汙穢一方這種事情的發生，而目的更是打破整個世界的輪迴──不是為了生，而是破滅。
幼年時曾受過重傷，就此以植物人姿態躺了半年，並且經歷了太陰的試煉因為沒能跨過而使得心就此崩壞，更覺醒了久遠隱藏的汙穢墮落的相關記憶。在傷害了紅緒後陷入了無盡的矛盾中，最終被化野家送往石鏡家，為了反抗命運在此觸及了禁忌，所做的一切均只為了守護自己僅剩的家人，但在最終仍是迷失了自己──「我變得這麼強，到底是為了什麼啊？」
在與轆轤和天馬的交手中一度不敵，但隨著體內陰陽咒力的暴走而大幅強化，成功的打倒天馬並重創了轆轤，但戰況隨著紅緒的加入又起了變化，最終敗給了雙星的聯手，並在彼此都耗盡力量的情況下與轆轤互毆、在說出自己內心其實十分痛苦後含淚倒下。最後向妹妹告別後肉身蒼白粉碎，消逝在禍野之中。
【動畫版】
「破星篇」中，與闇無合作引發的一連串事件，看似闇無利用悠斗，其實一切的目的都是悠斗所策畫的，暗算了闇無，最後奪取闇無吸收的十二天將等陰陽師的所有咒力，再一次的與雙星對峙中。後引誘雙星到「常闇之間」，說明他在「天之御柱」療傷時與安倍晴明的意識連接並奪取咒力，碾壓住雙星，但被陰陽頭有馬所救走。
知道自己是雙胞胎妹妹紅緒陽之力的反面，為陰之力的仿冒品，並打算與『真品』轆轤進行最後之戰，從小唯一注意的人就只有轆轤一人，對轆轤有著某種的特殊情感。最後表明只是想和轆轤打一場而已，但轆轤並不打算殺死他，便刺激轆轤要毀滅現世，最後如悠斗所願，死在轆轤手裡，也讓轆轤覺醒成破星王。

#### 婆娑羅（漫畫）
千怒（Chinu）
婆娑羅中排行「第1位」。最強的婆娑羅，已存活千年以上，據說從禍野誕生時便已存在。
行踪詭秘，很少人知悉他的長相、能力和所在地點。是個平安貴族風的少女型婆娑羅，真實身分是蘆屋道滿第一個創造的雙星之女「太陰」的第一號原型，所以外貌與安倍晴明相似，擁有能夠操縱「時間」屬性的咒力。在漫長的歲月中對陰陽師和汙穢之間的戰爭已然厭倦了並且拒絕參加戰爭，但如果有人來挑釁也不會置之不理，喜歡收集人類所留下的物品。
在紅緒失去咒力後，神威向她提議去找千怒來獲取恢復咒力的方法。紅緒與神威在京都地區的禍野中找到千怒。知道雙星誕生的歷史，協助紅緒舉行覺醒「太陰」的儀式。
在紅緒完成覺醒後以特殊的咒術幫其掩飾了汙穢的外貌與咒力，並且轉化為人類的型態，並設定該咒術只會在「太陽」真正地覺醒後便會自動消除。
無惡（Sakanashi）
婆娑羅中排行「第2位」。與千怒存在的時間相當，實力也非常相近。
是個頭髮遮住右眼陰陽師姿態貴公子風的青年型婆娑羅。能夠自由操縱「空間」屬性的咒力。為實質上領導婆娑羅們的存在，並一直在幕後活動著。很照顧同為婆娑羅的杠。在禍野深度1230策劃對反擊陰陽師們讓他們毀滅的計畫。
利用銀鏡襲擊轆轤等人引來有馬消耗其咒力後出面與之對決，將其打倒後依靠杠開啟「甘露門」讓禍野深度1230、400隻的真蛇種汙穢成功入侵現界。
使用結合陰跟陽兩種咒力的「陰陽消滅」重創土御門有馬，有馬之後使用汙穢墮落獲得與其相等的力量而再度對決，並採用捨身自爆的戰法將其打倒，破壞了咒術「甘露門」而生死不明。
從84話中的劇情可以得知雙星中的「太陽」無法覺醒的緣故，是因為無惡封印了「太陽之魂」，導致千年來即使歷代的雙星中雖也有像紅緒那樣成功覺醒「太陰」的女性在，但不打倒無惡就不能令「太陽」覺醒，直到近期土御門有馬成功打破輪迴、擊殺無惡才令「太陽之魂」重新現世。
【咒裝／靈符／招式】
使用專用的咒裝『纏死穢‧黑極咒儡』。
『陰陽消滅』、『大寶樓雲集鬼神甘露門』。
自凝（おめころ）
傳説的婆娑羅。婆娑羅排行「原第3位」。誕生時期約和千怒、無惡相仿。
200多年前被當時的「貴人」擊敗，險些被祓除時被無惡所救，將此事引為奇恥大辱，為了復仇而在雛月寮的悲劇發生後兩年再次活動，最後被清弦、天馬、士門給祓除。
加布羅（Gabura）
婆娑羅中排行「第3位」。威脅度等級SS。
在千怒、無惡隱匿蹤跡時，被視為最具有威脅性最可怕的婆娑羅，左眼為黑色。過去曾有數名天將所組成的百人小隊前去討伐，但僅此一人就將整個百人小隊全部滅掉。對於弱小的興趣缺缺，期望與強者對戰，性格上像是個孩子，總是在尋找著能取悅自己的「玩具」。
在原作中是殺害十二天將蹉跎櫻父親的仇人。
原作第118話裡暗示了加布羅的身世有可能是土御門家族的後裔 - 土御門有雪
【咒裝／靈符／招式】
- 使用專用的咒裝『纏死穢‧銃砲狠魔』。

聖丸（Hijirimaru）
婆娑羅中排行「第4位」。已存活百年以上。脅威度等級＋S。
是個瀏海蓋住眼睛、留有雙馬尾的青年型婆娑羅，左眼為黑色。總是與冰鉋在一起行動，目標是打倒"那個男人"以解放汙濁不堪的禍野。擅長操縱「土」屬性的咒力，可將咒力纏縛在空氣中的細小塵埃上形成高密度、以肉眼難以察覺的絲線，給予敵人斬擊。殺人手段極其殘忍，有著"先給予敵人徹底的絕望再將其殺死"的惡趣味，聲稱由此負面意念所產生的咒力是最棒的。
和冰鉋一同從島上來到本土將小夜抓走以奪取其強大的咒力，殘忍殺害了小夜的所有護衛並擊敗獨自一人趕來救小夜的士門。而後，士門帶著轆轤、紅緒、繭良再次前來，雙方展開激烈的生死鬥。聖丸被士門的『朱染雀羽纏神咒』重傷，在即將被祓除之際，冰鉋趕來替他擋下士門的全力一擊，並將自己所剩的咒力全部給了聖丸而後死去。
吸收了冰鉋咒力的聖丸咒力增強了好幾倍，但卻因為過度輕敵、且未能完全掌握新獲得的力量而被轆轤連續不斷的攻擊壓制，無法出招(被斷招)，最終被轆轤和紅緒的『共振‧紅蓮流星拳』所祓除。
【咒裝／靈符／招式】
- 使用專用的咒裝『纏死穢‧斬礁霧形』。

銀鏡（Shiromi）
婆娑羅中排行「第5位」。已存活百年以上。
威脅度等級SS。是個帶著大禮帽穿著紳士服，手中握著手杖的青年型婆娑羅，左眼為黑色。擅長操控「金」屬性的咒力。
與聖丸曾是舊識好友。得知其死訊後，將矛頭指向雙星。
在悠斗討伐戰時找上焰魔堂宗家，和轆轤展開一場激戰，佔據上風時被趕來的有馬阻止並擊敗祓除。
【咒裝／靈符／招式】
- 使用專用的咒裝『纏死穢‧魔螺刀罹』。
- 持有自製複合型移動式汙穢要塞「百目鬼」。

赫夜（Kaguya）
婆娑羅中排行「第6位」。已存活百年以上。威脅度等級SS。
穿著婦警風和軍人風的服飾，穿著迷你裙搭高跟鞋的女性型婆娑羅，右眼為黑色。能夠自由操縱「水」屬性的咒力。
曾與一名人類小孩獨處，多年後在對方長大後相愛。這份情感一度成為她在暗無天日的內心中唯一的光芒，然而最終愛人卻出賣了她，帶著一批陰陽師要殺了她，使她在悲憤下當場殺死包括愛人在內的所有人。之後便持續將其屍體帶在身邊。
在尋找雙星時與神威戰鬥，一開始將神威給壓制住，但在後來被紅緒和神威聯手攻擊重傷。赫夜重傷後，自身所產生的濁流將紅緒跟神威吞了進去。渴望有人愛的赫夜也因此死去。
【咒裝／靈符／招式】
- 使用專用的咒裝『纏死穢‧恨碧濁姬』。

臥蛇（Gaja）
婆娑羅中排行「第7位」→「第4位」。已存活百年以上。威脅度等級SS。
是個長瘦身驅左臉上有瘀傷痕跡的青年型婆娑羅，左眼為黑色。擅長操控「土」屬性的咒力，有著使用磁力在不接觸的情況下殺死對手的能力。
【咒裝／靈符／招式】
- 使用專用的咒裝『纏死穢‧磁骸亡羅』。

四皇子（Shiōjiga）
婆娑羅中排行「第8位」。已存活百年以上。威脅度等級SS。
是個身材嬌小帶著羽毛貝雷帽與貴族服飾的少年型婆娑羅，左眼為黑色。有著改變人類變成殭屍的技術。話語總像是將自身置於事外，不像其他人一樣以「我」自稱而是「四皇子」。
在石鏡悠斗討伐戰中一度與臥蛇成功入侵現世，但被鈩攔住，甘露門完全被破壞後撤退回禍野，但想趁機殺死天馬奪取其咒力，結果被趕來的鈩給祓除。
【咒裝／靈符／招式】
- 使用專用的咒裝『纏死穢‧外導冥䄛』。

千倉
婆娑羅中排行原「第8位」，外表是穿著護士風服裝的女性婆娑羅。
在土御門島上散布詛咒「咒禁物忌」的元凶，與天若家的關係有如宿敵，被當時新任天將的清弦、鳴海、新與有馬組成的小隊執行的討祓作戰給牽制，最後由清弦將其祓除。
冰鉋（Higano）
婆娑羅中排行「第9位」。已存活百年以上。威脅度等級S。
是個總是穿著軍服、像個軍人般將雙手環繞在背後的男性型婆娑羅，右眼為黑色。性格嚴謹認真，行事穩重，喜歡討論定義性問題，時常長篇大論。擅長速度與操縱五行「木」的變異型態「雷」屬性的咒術。在還只是一般污穢的時候就便和聖丸一起行動，與聖丸一樣有著解放禍野的夢想，並視聖丸為能夠完成此目標的"王"。
在聖丸與轆轤、士門對戰時追上原本要帶小夜回去的繭良，打亂了士門以三敵二的計畫，形成了與紅緒、繭良對抗的局面。速度比機動性高的紅緒更快，只一擊便擊昏紅緒。而後與繭良展開戰鬥，起初認為繭良只是個沒用的軟腳蝦，在戰鬥中看見了繭良的努力從而認可了她的決心，但依然輕鬆擊敗「白虎」之力覺醒的繭良。
在小夜召喚出紅緒的咒護者後，發現紅緒原來是污穢這一邊的人，並與之展開激烈戰鬥，雖然擊敗紅緒但失去了左腳，也消耗了不少咒力。在感知到聖丸有危險時，將小夜抓走並替已經無法移動的聖丸擋下了士門的攻擊，死前將剩下的所有咒力傳給了聖丸。
【咒裝／靈符／招式】
- 使用專用的咒裝『纏死穢‧紫電孤虐』。

杠（Yuzuriha）
婆娑羅中排行「第10位」→「第5位」。成為婆娑羅還未滿百年。威脅度等級不明。
是個穿著學生泳衣並搭著有著兔耳朵造型帽T的少女型婆娑羅，右眼為黑色。當中唯一一個持有高強的感知能力的婆娑羅，並且是個受到強大呪力傷害會感到舒服的超級被虐狂。
【咒裝／靈符／招式】
- 使用專用的咒裝『纏死穢‧沙邏死眼』。

神威（Kamui，聲：小野友樹（日本）；于正昌（台灣））
婆娑羅中排行「第11位」→「第3位」。最年輕的婆娑羅，成為婆娑羅還不到十年，成为婆娑罗後为8岁。
是個留有淺色頭髮少年型婆娑羅，左眼為黑色。是紅緒的殺親仇人，當年靠著殺害沙貴與豹牙所獲得的咒力而成為婆娑羅。熱愛與強悍的陰陽師戰鬥，並喜歡在戰鬥中提出二選一的問題、給予對方十秒鐘的回答時間，看對方如何抉擇。
在與轆轤、紅緒的戰鬥中，在未使出全力的狀態下被雙星的共振擊傷，因此對轆轤和紅緒產生了興趣，最終放他們一條生路，期盼他們變得越來越強有朝一日再來場精彩的戰鬥。後來幫助被悠斗擊斷雙腿的紅緒，引出紅緒體內的污穢之力化成新的咒裝「白凜鬥牙」。
神威在獲取紅緒父母的咒力後，隨即離開土御門島的禍野，將活動範圍移往本土的山梨縣一帶（似乎是為了尋找千怒而前往本土），因而被傳染了甲州腔。兩年後，轆轤前往土御門島，神威出現在失去咒力的紅緒面前，向她提議去找最強的婆娑羅「千怒」解決問題。對紅緒有特殊的感情，而在防守赫夜的攻擊之中徹底的覺醒，理解自己對紅緒抱有的什麼樣的情感，縱使明知會無疾而終，仍選擇守護於此（諷刺的是，只懂得毀滅與追求力量的汙穢，在此時卻渴望著安寧與守護）。
在最後與紅緒一同渡過禍野之海來到土御門島，並且僅靠一擊就將被四皇子所操控的屍體汙穢擊斃然後就此離去。似乎和紅緒達成了某種協議，渴望著未來與諸位強者的一戰。
動畫版在安倍晴明與有馬、雙星的戰鬥插入，進行了混戰，雖然最後仍被安倍晴明所擊退，但讓「雙星」爭取到足夠的時間。動畫結局少數存活的婆娑羅之一。
【咒裝／靈符／招式】
- 使用專用的咒裝『纏死穢‧斷神闇腳』。

#### 婆娑羅（動畫）
皆為原作者親自設計的角色。以下為動畫原創「列島霸亂／天地鳴動／破星篇」登場的婆娑羅，除了闇無以外，大部分婆娑羅後續皆於漫畫登場。
闇無（Kuranashi，聲：井上和彥（日本）；何志威（台灣））
於動畫第22話中登場。「婆娑羅」之一，已生存了一千兩百年以上。是個穿著黑色戰袍和白色面具，其長相非常相似人類。負責監視結界中禍野與現世的分隔洞穴「龍黑點」，在陰陽師們前往龍黑點後暗無出現在眾人面前。
在與變身戰鬥形態的有馬進行戰鬥發揮出了遊刃有餘的強大實力，然而最後成功使有馬踩到陷阱，但也被有馬打碎白色面具，後來換了一個黑色面具，咒力又大幅增加。其一連串的事件與目的都與幕後的悠斗有關，為合作關係，目的是為了要解放禍野，長達千年以來的願望。
最後在鳴神町設出了結界進行了最終計畫，成功奪取十二天將的所有咒力，也能使用十二天將的咒裝。但由鑪是式神咒術並不起作用，與鑪有在應永年的浮遊村事件有600年間的仇恨，被鑪的捨身一擊重傷所詛咒，想治好自己身體的闇無吸收了悠斗，但由闇無引發的一連串事件，看似闇無利用悠斗，其實一切的目的都是悠斗所策畫的，闇無也因此被反將一軍暗算所死亡。
珠洲（Suzu，聲：若井友希（日本）；鄭郁欣（台灣））
於動畫第22話中登場，後於漫畫第76話登場。「婆娑羅」之一，是個有著粉色雙馬尾、黑色的皮膚和少女的身軀，身材姣好的女性型婆娑羅。對現世的人們的感情和行動感興趣，像個哲學者一樣的婆娑羅，算是不喜愛殺戮的婆娑羅。總是帶領著三位形同閨蜜的真蛇(多紀理.狹依.湍津)。有著卓越般的速度。相當喜歡唱歌，目前每次出場便會伴隨著歌曲。
【動畫版】
「龍黑點」事件中最早登場的婆娑羅，向轆轤表達事後會再回來，然後就離開現場了。事件後也確實有回來與雙星碰面，從對話當中可得知跟闇無並非一夥。事後又再度的離開，自己打開了「龍黑點」再次突然出現在轆轤的家裡，知道轆轤真正的身分，與轆轤對話完後又再度離開，並向轆轤說你就是你，並沒有什麼好煩惱的。多次幫助轆轤打氣讓轆轤明白自己該做些什麼。同時也將拯救世界的希望寄託在轆轤身上，動畫結局少數存活的婆娑羅之一。動畫的咒符是讓頭髮變鐮刀來使用戰鬥。
【漫畫版】
是來自禍野的夙谷(村)的婆娑羅。並沒有殺過任何人，而讓轆轤疑惑是否有不殺人就能讓汙穢進化為婆娑羅的可能性與辦法。漫畫是使用造型奇特的吉他用聲音.音波戰鬥。
師（Moro，聲：大原沙耶香（日本）；孫欣瑜（台灣））
於動畫第23話中登場，後於漫畫第88話登場。「婆娑羅」之一，是個女性型婆娑羅，黑色皮膚下掩藏著她對咒力的極大渴望，有非常強的怪力，食量很大。能透過接吻的方式吸收對方體內的力量，並讓被吸收者進入石化狀態。力量極大，可以一擊捶碎地面，喜歡在戰鬥中將咒力「烹調至完美的境界」。
【動畫版】
在雙星等陰陽師擊敗汙穢後破殼而出，表示自己總是重復著吃了睡睡了吃的生活，身體遲鈍了不少。經過雙星關閉龍黑點，被迫的師回去了禍野。為了向餵飽她的闇無報恩再度登場，是20年前殺害十二天將蹉跎櫻父親的仇人，開場戰鬥首先壓制住十二天將的蹉跎櫻，後來被膳所美玖壓制，後來反壓制，但最後仍被兩人聯手打敗，由闇無回收她剩餘的所有咒力後死去。
【漫畫版】
是來自禍野的夙谷(村)的婆娑羅。身著修女服，是一名失去孩子的婆娑羅。
山門（Yamato，聲：KENN（日本）；于正昌（台灣））
於動畫第25話中登場，後於漫畫第88話登場。「婆娑羅」之一，是個戴著太陽鏡，留有藍發的青年型婆娑羅，有著狂放的性格。喜歡的事物是破壞、暴力和荒廢，此外情感豐富，自我意識過剩，也會有自卑的一面。
【動畫版】
在棒球場現身並與十二天將五百藏鳴海、勝神柯蒂莉雅進行戰鬥，後來因「龍黑點」被雙星所消除，最後被擊退。再度登場於在闇無向鳴神町設出了結界進行了最終計畫，並一同參與，揚言要把十二天將解決，對上十二天將的「青龍」水度坂勘九郎。被雲林院憲剛稱為偏差值超差的婆娑羅，最後被十二天將的雲林院憲剛輔助水度坂勘九郎並合力祓除死亡。
外表酷似《海賊王》裡的唐吉訶德·多佛朗明哥。
【漫畫版】
是來自禍野的夙谷(村)的婆娑羅。太陽眼鏡是入侵土御門島後，才從摧毀的房子中撿來戴的。
【咒裝／靈符／招式】
- 使用專用的咒裝『纏死穢‧爆鑼爆那』。

千千石&百道（Chijiwa&Momochi，聲：松岡禎丞（日本）；于正昌&曹冀魯（台灣））
於動畫第26話中登場，後於漫畫第88話登場。「婆娑羅」之一，是一體雙生的兄弟兩人的衣裝、頭髮等細節配色截然相反，主體為黑白色調。兄弟二人經常互相協助，當兩人聯手起來之後會爆發出更為強大的力量，主要將咒力化為以絲線來使用戰鬥。
【動畫版】
在與雙星的戰鬥後，百道和千千石受到重創，百道替千千石擋住了大部分傷害，被闇無帶回禍野後，百道被闇無偷偷親手殺死，讓千千石憎恨雙星。百道的咒力也被闇無轉移至千千石身上。再度登場於千千石為了百道復仇前來找向雙星，但被被十二天將的士門所阻擋，在學校佈滿一堆絲線，把全校的人都當傀儡用。戰鬥中從佔了上風並壓制住士門，但最後仍然被士門與雙星等人聯手擊敗所祓除死亡，同時千千石也表示終於能和百道再次相聚。
【漫畫版】
是來自禍野的夙谷(村)的婆娑羅。
【咒裝／靈符／招式】
- 千千石持有專用的符咒咒裝纏死穢『狼煙鎧武‧八爪百夢』。

鬼無里（Kinasa，聲：山本匠馬（日本）；曹冀魯（台灣））
於動畫第28話中登場，「婆娑羅」之一。是個外表著西式服裝衣著考究，戴著單片眼鏡的紳士的長髮男性婆娑羅。有非常強的防禦力，實際上實力也非常恐怖。習慣將戰鬥方式比喻聖宴，遠距離戰鬥使用舊式銃槍，近距離戰鬥則使用鞭子。
在龍黑點出現後與雙星的轆轤和紅緒挑起戰鬥，全程占了上風壓制住，最後被十二天將的貴人鸕宮天馬登場後被秒殺並祓除死亡。
【漫畫版】
是來自禍野的夙谷(村)的婆娑羅。

### 其他角色
音海紫（Yukari Otomi，聲：富岡美沙子（日本）；孫欣瑜（台灣））
天若清弦的前妻，音海善吉的女兒，繭良的母親。頭腦聰慧，作為科學家非常活躍，熱愛研究植物。繭良的容貌、頭髮和身材都遺傳自她。
和清弦的相遇是在二十幾年前，身為陰陽師的哥哥音海理士感染了詛咒「咒禁物忌」，被天若家的「律」追殺而逃出土御門島，當時負責執行此項暗殺任務的便是清弦。為了知道兄長被殺的真相而假裝進行學術調查潛入土御門島，知道真相的同時也理解了清弦的痛苦，感謝他拯救了自己與兄長，並在清弦真正繼承白虎、消滅散播咒禁物忌的婆娑羅之後接受了其求婚。
音海理士（Satoshi Otomi，聲：不詳（日本）；劉傑（台灣））
斑鳩家傘下陰陽師。音海小隊隊長。音海紫的哥哥，繭良的舅舅。二十幾年前通過鑑定考試來到土御門島上的陰陽師，實力不俗，曾隸屬於「斑鳩家」旗下的防禦班。經過身體的精密檢查發現自己感染了詛咒「咒禁物忌」，深知會被「律」抹殺，為了見親人最後一面因而逃離了土御門島。最終詛咒發作，在本土命喪清弦之手。
南波千晶（Chiaki，聲：熊谷海麗（日本）；孫欣瑜（台灣））
鳴神學園的學生。曾被焰魔堂轆轤告白但被拒絕，後來轆轤2年的成長後真正的喜歡上了轆轤。
小釜本千由梨（CHiyuri Kokamoto，聲：熊谷海麗（日本）；孫欣瑜（台灣））
鳴神學園的學生。繭良的朋友兼同班同學。留有雙馬尾髮型的女性。
柴島奏（Minato Kunijima，聲：富岡美沙子（日本）；林美秀（台灣））
鳴神學園的學生。繭良的朋友兼同班同學。短髮的女性。

#### 動畫原創人物
小枝（Sae，聲：咲咲木瞳（日本）；孫欣瑜（台灣））
動畫第21話登場的原創角色，「列島霸亂篇」起的重要角色。外表為綠色雙馬尾的可愛小女孩，體型嬌小，似乎蘊藏著強大的潛力。身穿學校制服，紅瞳綠髮的可愛少女，性格活潑可愛。擁有看一次就學會的頭腦－讓眾人總是嚇一跳。似乎與“龍黑點”有某些聯繫。曾無意中輕鬆的擋下千之石和百道及鬼無里的攻擊。
真實身分是「天之御柱」的一部分樹枝之一，類似於付喪神。最後為了守護心愛的人，而恢復了所有的記憶，自願回到原本的姿態樹枝，最終成功封印了“龍黑點”。動畫第50話，再次出現，坐在天之御柱的樹枝上微笑著。

#### 遊戲原創人物
葛上藍（Ai Katsujou，聲：小清水亞美（日本））
雙星候補之一。很有天賦的女性陰陽師。身材姣好，留有粉色短發，膚色為褐色。經常佩戴著黑白色的兔子發卡，戰鬥時衣著會切換為作戰裝束，偶爾也有白色護士服的打扮。對於男女之間的事情較為開放，表示“既然身為夫婦，那麼肌膚之親是理所當然的事情吧”。本名是「賀茂藍」，真實身分為賀茂彩人的姐姐。
天王寺璃睦（Rimu Tennouji，聲：花澤香菜（日本））
雙星候補之一。有著不服輸性格的少女。將橘色頭髮紮成雙馬尾的少女，身材姣好。平時經常擺出一副大小姐的姿態，性格嚴厲傲嬌喜歡鬧別扭。戰鬥時衣著會切換為作戰裝束，偶爾也有反差萌的女仆裝打扮。對於自己要和焰魔堂轆轤結婚的事情表達出反感，然而內心似乎另有一番想法。真實身分為賀茂光栄與石鏡悠斗聯手所送入的刺客。
生野蘭（Ran Ikuno，聲：山本希望（日本））
雙星候補之一。圍繞著神秘面紗的天然女孩。年齡大致在10到12歲。外表單純可愛，戰鬥時衣著會切換為作戰裝束。是雛月寮「亞美」的遠親。稱呼比自己年齡大的焰魔堂轆轤為“哥哥”，不諳男女之事，看到焰魔堂臉紅後表達關懷和疑惑。
賀茂彩人（Saito Kamono，聲：神谷浩史（日本））
在陰陽連中負責戰鬥支援的工作，本人對於前往戰場有著微秒的抵觸情緒。經常戴著眼鏡的儒雅青年，性格溫厚樸實，但畏懼正面戰鬥，認為“自己不適合那種禍野戰場”，更多時間在後方負責對前線陰陽師們的支援工作。賀茂家的末裔，賀茂光栄為其咒護者。

## 設定用語
陰陽師
陰陽師是背負著與汙穢戰鬥、祓惡求福之使命者的通稱。具有陰陽師資質者都被稱為「咒護者」的守護靈所憑依而擁有咒力，咒護者是過去的陰陽師，它們的強弱決定了咒力的大小。咒護者即是陰陽師咒力的來源，陰陽師日後的發展、咒力成長的幅度有很大程度都和咒護者有關。
雙星之陰陽師
雙星是自古流傳下來的夫妻的稱號。雙星所生之子即為「神子」，是實力凌駕於安倍晴明、可以祓除所有污穢，為禍野帶來「終焉」的最強陰陽師。
雙星不同於其他陰陽師，沒有特定的咒護者。男方稱為「太陽」，安倍晴明產生的究極太陽之器，咒力是來自以咒護者的靈，陽之力為來源。
女方稱為「太陰」，又稱為「汙穢公主」，蘆屋道滿產生的究極太陰之器，有蘆屋道滿的血統，到某階段會失去陽之力而覺醒為太陰，咒力是來自污穢的陰之力。多年來未能真正地覺醒而就此死去的太陰們，她們生前的咒力、詛咒和怨恨會成為十二天將「貴人」的其中一個力量來源，因此「貴人」能跟「太陽」一起發動雙星的「共振」。
雙星陰陽師所產生的「太極」是用盡「太陽」和「太陰」的生命所出生的神子。
陰陽連
管理陰陽師的組織
陰陽之氣
陽氣：純潔、善良、快樂、愛心、興奮、幸福、愉快等正向情緒。
陰氣：嫉妒、貪婪、憤怒、憎恨、悲傷、懊悔、慾望等負向情緒。
汙穢
由人類的負面情感（如憤怒、憎恨、悲傷、懊悔等）所產生之魔物，可藉由殺害人類或其他污穢並吸食負面情緒而使咒力變強。
只能在人類的世界活動半天左右，特徵是在身上的某處會有類似九字紋的紋路。
實為蘆屋道滿所製作的「太陰」的原型，是用以毒攻毒的原理，為了獲得與汙穢之王相當的力量而捕捉人類，將體內的陽之力祓除只剩下陰之力，最後留下的成果即是最早的汙穢。
婆娑羅
汙穢的上位種，會說話、思考、擁有人格的污穢究極體，是連十二天將都要避免一對一的強大存在。其咒力強弱與存活歲數成正比，越強的婆娑羅長得越像人類。能夠使用咒裝『纏死穢』也是婆娑羅的特徵之一。已知有11位。與一般汙穢不同點在於死後並非淨化後消散，遺體反而會留在原地。
靈符
陰陽師使體內咒力外放的媒介，將咒力外放後才可發動咒裝（少部分人如鸕宮天馬由於天生咒力外放因此可以不使用靈符）。戰鬥時，會先以靈符中事先儲存的咒力發動咒裝，而後以體內的咒力維持咒裝。維持咒裝的咒力無法透過靈符補充，因此自身咒力的多寡往往是戰鬥的關鍵，咒力越多則咒裝越強，而咒力的耗盡則意味著絕望。另外，咒力與體力是相互依存的存在，當體力用盡時咒力也會隨之耗盡，反之亦然。因此想在禍野長期戰鬥，體力咒力缺一不可。
咒裝
將體內的咒力纏縛於身體、武器上所形成之武裝，是與污穢戰鬥的唯一方法。咒裝的型態和能力基本上依家族特性與個人資質而有所不同，其效果與咒力的大小強弱成正比。
同時使用多種咒裝的狀態則稱為「連裝」。使用「連裝」時，必須隨時對裝備咒裝的部位進行咒力的聚集、分配、調節，如果維持咒裝的咒力過弱，咒裝會產生爆炸，過強則會壓制自身力量。因此，維持「連裝」是需要時間培養的高難度技術。
陰陽師在戰鬥時會固定使用一套主要咒裝（如十二天將的專用咒裝、轆轤與紅緒的污穢化咒裝），其餘咒裝則可視戰鬥狀況選擇使用。最基本且最常用的咒裝有『金剛符‧鎧包業羅』（身體防禦）、『轟腕符‧碎巖獅肢』（腕力強化）、『韋馱天符‧飛天駿腳』（速度強化）、『星勳讀符‧來災先觀』（面部防禦）等咒裝，其中，主防禦的『鎧包業羅』幾乎已是任何陰陽師與強敵戰鬥時必備的咒裝。
土御門島
屬於陰陽師的島嶼，与污秽战斗的最終决战之地，整座島由土御門宗家及天將十二家統領，是個講求實力與家系的世界。
土御門島由本島（「真土」）與20個以上的小島（「裏鄉」）構成。真土是行政與經濟的中樞，土御門宗家、陰陽連本部「泰月樓」、預備役陰陽師修練學校「青陽院」與通往禍野的入口「黑大鳥居」皆位於此處。
散佈於「真土」周圍的「裏鄉」則各具生活特色，有專門給式神居住的島、製作特殊武器/道具的職人居住的島、負責執行暗殺任務的家族居住的島等，而每兩年一次的比武大會──『御前試合』便是在裏鄉「波達羅盈城」的「鬥技場」舉行。
禍野
千年以前，安倍晴明為了封印汙穢之王而創造的「次元大結界」。禍野充滿了瘴氣，是污穢的領域，也是陰陽師與污穢戰鬥之處。只有受到陰陽連認可的優秀陰陽師才擁有使用『禍野開門符』前往禍野的權利。
污秽堕落
一種使人变成污秽从而获得强大力量的禁術。被實行此術之人會變成污穢墮落，為污穢所吞噬，僅有少數人能憑藉著自身意志與咒力壓制污穢，進而使部分肢體轉化為汙穢的型態並將其變為自己的力量（如轆轤的右手與紅緒的雙腳）稱之為「生成」，甚至是達到全身的汙穢化（如石鏡悠斗），而且就目前來看，能完整獲得這份力量的人，均與晴明或道滿有著血緣關係。

## 出版書籍

### 漫畫
雙星之陰陽師是由日本漫畫家助野嘉昭創作的漫畫作品，自2013年12月3日起連載於集英社《Jump Square》，台灣則在《寶島少年EX》創刊號從第15話開始連載。
台灣代理出版社為東立出版社。
| 卷數 | 集英社        | 集英社                 | 東立出版社     | 東立出版社             |
| 卷數 | 發售日期      | ISBN                   | 發售日期       | ISBN                   |
| ---- | ------------- | ---------------------- | -------------- | ---------------------- |
| 1    | 2014年2月4日  | ISBN 978-4-08-880015-8 | 2015年6月5日   | ISBN 978-986-431-220-7 |
| 2    | 2014年6月4日  | ISBN 978-4-08-880117-9 | 2015年6月5日   | ISBN 978-986-431-221-4 |
| 3    | 2014年10月3日 | ISBN 978-4-08-880203-9 | 2015年7月6日   | ISBN 978-986-431-222-1 |
| 4    | 2015年1月5日  | ISBN 978-4-08-880294-7 | 2015年7月23日  | ISBN 978-986-431-223-8 |
| 5    | 2015年5月1日  | ISBN 978-4-08-880370-8 | 2016年1月7日   | ISBN 978-986-431-513-0 |
| 6    | 2015年9月4日  | ISBN 978-4-08-880473-6 | 2016年4月20日  | ISBN 978-986-462-196-5 |
| 7    | 2016年1月4日  | ISBN 978-4-08-880591-7 | 2016年6月20日  | ISBN 978-986-462-889-6 |
| 8    | 2016年4月4日  | ISBN 978-4-08-880657-0 | 2016年10月25日 | ISBN 978-986-470-208-4 |
| 9    | 2016年8月4日  | ISBN 978-4-08-880757-7 | 2017年4月26日  | ISBN 978-986-470-846-8 |
| 10   | 2016年12月2日 | ISBN 978-4-08-880829-1 | 2017年7月30日  | ISBN 978-986-482-494-6 |
| 11   | 2017年3月3日  | ISBN 978-4-08-881030-0 | 2017年10月20日 | ISBN 978-986-486-068-5 |
| 12   | 2017年7月4日  | ISBN 978-4-08-881124-6 | 2018年2月10日  | ISBN 978-986-486-602-1 |
| 13   | 2017年11月7日 | ISBN 978-4-08-881167-3 | 2018年6月10日  | ISBN 978-957-26-0156-3 |
| 14   | 2018年3月2日  | ISBN 978-4-08-881364-6 | 2018年8月20日  | ISBN 978-957-26-0899-9 |
| 15   | 2018年6月4日  | ISBN 978-4-08-881498-8 | 2018年11月10日 | ISBN 978-957-26-1416-7 |
| 16   | 2018年9月4日  | ISBN 978-4-08-881573-2 | 2019年2月25日  | ISBN 978-957-26-1900-1 |
| 17   | 2018年12月9日 | ISBN 978-4-08-881673-9 | 2019年9月6日   | ISBN 978-957-26-2355-8 |
| 18   | 2019年3月4日  | ISBN 978-4-08-881767-5 | 2019年11月4日  | ISBN 978-957-26-3051-8 |
| 19   | 2019年7月4日  | ISBN 978-4-08-881890-0 | 2020年2月14日  | ISBN 978-957-26-3792-0 |
| 20   | 2019年12月4日 | ISBN 978-4-08-882114-6 | 2020年6月12日  | ISBN 978-957-26-4656-4 |
| 21   | 2020年3月4日  | ISBN 978-4-08-882232-7 | 2020年10月19日 | ISBN 978-957-26-5054-7 |
| 22   | 2020年7月3日  | ISBN 978-4-08-882320-1 | 2021年3月5日   | ISBN 978-957-26-5588-7 |
| 23   | 2020年11月4日 | ISBN 978-4-08-882439-0 | 2021年9月9日   | ISBN 978-957-26-6111-6 |
| 24   | 2021年3月9日  | ISBN 978-4-08-882587-8 | 2022年6月2日   | ISBN 978-957-26-6766-8 |
| 25   | 2021年7月7日  | ISBN 978-4-08-882722-3 | 2022年9月19日  | ISBN 978-957-26-7461-1 |
| 26   | 2021年11月4日 | ISBN 978-4-08-882829-9 | 2023年1月5日   | ISBN 978-957-26-8241-8 |
| 27   | 2022年2月4日  | ISBN 978-4-08-883024-7 | 2023年5月11日  | ISBN 978-957-26-8834-2 |
| 28   | 2022年6月3日  | ISBN 978-4-08-883130-5 | 2023年6月30日  | ISBN 978-957-26-9724-5 |
| 29   | 2022年9月2日  | ISBN 978-4-08-883235-7 | 2023年10月12日 | ISBN 978-626-347-367-6 |
| 30   | 2023年1月4日  | ISBN 978-4-08-883343-9 | 2023年11月10日 | ISBN 978-626-360-281-6 |
| 31   | 2023年5月2日  | ISBN 978-4-08-883495-5 | 2024年2月19日  | ISBN 978-626-372-092-3 |
| 32   | 2023年9月4日  | ISBN 978-4-08-883638-6 | 2024年6月6日   | ISBN 978-626-02-0092-3 |
| 33   | 2024年2月2日  | ISBN 978-4-08-883777-2 | 2024年9月20日  | ISBN 978-626-02-1324-4 |
| 34   | 2024年7月4日  | ISBN 978-4-08-884045-1 | 2025年3月3日   | ISBN 978-626-02-2666-4 |
| 35   | 2024年11月1日 | ISBN 978-4-08-884219-6 | 2025年7月10日  | ISBN 978-626-02-3668-7 |

### 外傳
- 雙星之陰陽師 SD如律令!! [參⁠ 8]

| 卷數 | 集英社       | 集英社                 |
| 卷數 | 發售日期     | ISBN                   |
| ---- | ------------ | ---------------------- |
| 全   | 2017年3月3日 | ISBN 978-4-08-881032-4 |

- 雙星之陰陽師 天緣若虎～二色滑稽畫～

本作外傳小說天緣若虎的漫畫版。
| 卷數 | 集英社        | 集英社                 | 東立出版社    | 東立出版社             |
| 卷數 | 發售日期      | ISBN                   | 發售日期      | ISBN                   |
| ---- | ------------- | ---------------------- | ------------- | ---------------------- |
| 全   | 2018年12月4日 | ISBN 978-4-08-881676-0 | 2020年6月18日 | ISBN 978-957-263-740-1 |

### 輕小說
- 雙星之陰陽師 ―天緣若虎―

2016年8月4日發售；作者：助野嘉昭、田中創。ISBN 978-4-08-703402-8
內容將以原十二天將之一的「天若清弦」過往故事為主軸。動畫版的39集有使用此部分內容。
- 雙星之陰陽師 ―士牙繭闢―

2017年3月3日發售；作者：助野嘉昭、田中創。ISBN 978-4-08-703415-8
內容是以音海繭良來到土御門島後的生活為主軸。
- 雙星之陰陽師 ―三天破邪―

2018年12月4日發售；作者：助野嘉昭、田中創。ISBN 978-4-08-703467-7

## 電視動畫
2015年12月於《Jump Square》內公佈決定電視動畫化，並於2016年4月6日開始播出，全50話，已播放完畢。大部分情節與原作不同。

### 製作團隊
- 原作：助野嘉昭（集英社「Jump Square」連載中）
- 監督：田口智久
- 副監督：五十嵐達也
- 系列構成：荒川稔久
- 角色設定：貞方希久子
- 副角色設定：竹田逸子
- 咒裝、污穢設定：伊藤秀次
- 色彩設計：合田沙織
- 美術監督：東潤一、前田有紀
- 音樂：遠藤幹雄
- 音樂製作：Avex Pictures、東京電視台音樂
- 音響監督：高桑一
- 攝影總監：今泉秀樹
- 動畫製作：Studio Pierrot

### 主題樂曲
片頭曲
「−」（第2～13話）
作詞、作曲：亞沙，編曲：倉內達矢，主唱：和樂器樂團
分鏡、演出、作畫監督：梅津泰臣
第1集與第50集當作片尾曲使用。
「Re:Call」（第14～26話）
作詞、作曲、編曲：馬渕直純，主唱：i☆Ris
「sync」（第27～40話）
作詞：back-on，作曲、編曲：michael james，主唱：Lol
（第41～50話）
作詞・作曲：伊東歌詞太郎，編曲：宮田“レフティ”リョウ，主唱：イトヲカシ
片尾曲
（第2～13話）
作詞、主唱：加治瞳，作曲：山口寛雄，編曲：久保田真伍、栗原曉
（第14～26話）
作詞、作曲、編曲、主唱：イトヲカシ
「Hide&Seek」（第27～40話，30話除外）
作詞：SAKURA，作曲、主唱：GIRLFRIEND
「15」（第30話）
作詞：SAKURA，作曲、主唱：GIRLFRIEND
（第41～49話）
作詞、作曲：町屋，主唱：和樂器樂團

### 各話列表
| 話數 | 日英雙文標題                         | 中文標題           | 劇本       | 分鏡                         | 演出                                  | 作畫監督                                                                         | 總作畫監督                 | 對應原作            |
| ---- | ------------------------------------ | ------------------ | ---------- | ---------------------------- | ------------------------------------- | -------------------------------------------------------------------------------- | -------------------------- | ------------------- |
| 01   | BOY MEETS GIRL                       |                    | 荒川稔久   | 田口智久 五十嵐達也          | 熨斗谷充孝 五十嵐達也 田口智久        | 竹田逸子、松下郁子 刃間田雅俊、 相馬滿、砂川貴哉                                 | 貞方希久子                 | 第1～2話 部分原創   |
| 02   | A FATEFUL FIGHT                      |                    | 荒川稔久   | 神谷純                       | 淺見松雄                              | 富田美文、下島誠 南伸一郎、森田實 山本翔                                         | 竹田逸子                   | 第1～2話 部分原創   |
| 03   | A HERO'S WORTH                       |                    | 大知慶一郎 | 影山楙倫 福島宏之            | 畠山茂樹                              | 岡辰也、臼田美夫                                                                 | 貞方希久子                 | 第3、6話 半原創     |
| 04   | BOTHERSOME TWOSOME                   | 禍野之音           | 村山桂     | 神谷純 田口智久              | migmi                                 | 古賀誠、 青木昭仁、西村彩 清水勝祐、田中宏紀                                     | 竹田逸子                   | 第3話               |
| 05   | THE GUARDIAN SHIMON                  | 十二天將 朱雀      | 成田良美   | 今西隆志                     | 今西隆志                              | 吉田徹、西村真理子 谷口繁則                                                      | 貞方希久子 窪詔之          | 原創                |
| 06   | GIRLS' PARTY                         | 紅緒與繭良         | 山田靖智   | 福島宏之 三宅和男            | 西村博昭                              | 下島誠、齋藤和也 大塚八愛、刃間田雅俊 富田美文                                   | 竹田逸子                   | 原創                |
| 07   | UNBELIEVABLE GAME                    | 新的試練           | 荒川稔久   | 神谷純 影山楙倫              | 淺見松雄                              | 德倉榮一、森田實 白石悟、南伸一郎 小橋陽介、佐野陽子 木下由美子                  | 貞方希久子 下島誠 砂川貴哉 | 第4話 原創          |
| 08   | SHOCKING CONFESSION                  | 轆轤的心意         | 大知慶一郎 | 小高義規 福島宏之            | 鳥井聖美                              | 上竹哲郎                                                                         | 竹田逸子                   | 第6～7話            |
| 09   | TRAGEDY COMES WITHSMILE              | 交錯的悲劇         | 村山桂     | 增田俊彥                     | 熨斗谷充孝                            | 窪詔之、牛屋琴乃 關本美穗、田村里美、山本翔 Jiwoo Animation Production             | 貞方希久子 富田美文        | 第8～10話           |
| 10   | THE BEWITCHING GUARDIAN              | 昴的修行           | 成田良美   | 神谷純 三宅和男              | 關大                                  | 飯飼一幸、Zang One An TaeKun                                                     | 竹田逸子                   | 原創                |
| 11   | FANTASTIC MOMENTS                    |                    | 山田靖智   | 福島宏之                     | 鈴木拓磨                              | 谷口繁則、吉田徹、高岡希一 金正男、柴田海、三井麻美                              | 貞方希久子 牛屋琴乃 田村美 | 原創                |
| 12   | BASARA BOY KAMUI                     |                    | 村山桂     | 影山楙倫                     | 清水明                                | 中野祐貴                                                                         | 竹田逸子                   | 第3～4話            |
| 13   | ZERO MILLIMETERS APART               | 你的勇氣 我的勇氣  | 成田良美   | 神谷純 三宅和男              | 西村博昭                              | 大竹紀子、齋藤和也、砂川貴哉 長谷川享雄、下島誠                                  | 貞方希久子 竹田逸子        | 第5話               |
| 14   | TANABATA SPECIAL                     |                    | 大知慶一郎 | 田口智久                     | 笹原嘉文                              | 富田美文、田村里實、關本美穂                                                     | 竹田逸子                   | 原創                |
| 15   | THE AWAKENING OF LOVE                | 告别孤身一人       | 村山桂     | 福島宏之                     | 玉田博                                | 武内啓、小田多恵子、重松晉一 徳田夢之介、森田実、鈴木恵                          | 貞方希久子 下島誠          | 原創回 第8話        |
| 16   | SALVATION THEN WAILING               | 作為陰陽師         | 玉井☆豪    | 影山楙倫 三宅和男            | 淺見松雄 五十嵐達也                   | 九鬼朱、小橋陽介、佐野陽子 白石悟、徳倉榮一、中山初繪 南伸一郎、森悦史、山本翔   | 竹田逸子 富田美文          | 第8～9話            |
| 17   | THE TALISMAN FROM MASTER             | 師父賦予的紅色之証 | 山田靖智   | 福島宏之                     | 熨斗谷充孝                            | 下島誠、齋藤和也、松下郁子 Jiwoo Animation Production                            | 貞方希久子 崎本            | 第10～11話          |
| 18   | TRIUMPH OVER FEAR                    | 決戰前夜           | 成田良美   | 影山楙倫 木村隆一            | 玉田博                                | 武内啓、徳田夢之介、重松晋一 小田多恵子、鈴木恵                                  | 竹田逸子 松下郁子          | 第12話              |
| 19   | THE 10 SECONDS DECISION              | 罪孽也好污穢也罷   | 大知慶一郎 | 神谷純 増田俊彦              | 墨石荒吽                              | 石田啓一、飯飼幸一、服部益實                                                     | 貞方希久子 崎本            | 第13～14話          |
| 20   | TO THE FUTURE WITH US TWO            | 兩人之路           | 荒川稔久   | 福島宏之 五十嵐達也 影山楙倫 | 西村博昭                              | 大竹紀子、南伸一郎、飯飼一幸 山本翔、Yu BongHyun Jiwoo Animation Production      | 竹田逸子 貞方希久子 崎本   | 第14～17話          |
| 21   | SWEETIE FAIRY                        | 雙星新生           | 荒川稔久   | 田口智久 笹原嘉文 政木伸一   | 笹原嘉文                              | 下島誠、斎藤和也、富田美文 関本美穂、刃間田雅俊、小田真弓                        | 貞方希久子 崎本            | 列島霸亂篇 （原創） |
| 22   | PHILOSOPHICAL FILTHY SERAPHIM        | 這世界挺污穢的     | 村山桂     | 神谷純 福島宏之              | 清水明                                | 飯飼一幸、服部益實                                                               | 竹田逸子 富田美文          | 列島霸亂篇 （原創） |
| 23   | HARD TO BE MONSTER                   | 雙星西進           | 大知慶一郎 | 影山楙倫 今千秋              | 淺見松雄                              | 徳倉榮一、森田實、白石悟 南伸一郎、飯飼一幸、森悦史                              | 貞方希久子 崎本            | 列島霸亂篇 （原創） |
| 24   | WHAT IS BEAUTIFULL?                  | 污穢所見之夢       | 山田靖智   | 福島宏之 増田俊彦            | 鈴木拓磨                              | Yu BongHyun、谷口繁則、高岡希一 金正男、鮫島壽志                                 | 牛屋琴乃                   | 列島霸亂篇 （原創） |
| 25   | COME BACK! SOUTHPAW                  | 天·元·空·我        | 玉井☆豪    | 神谷純 今千秋                | 熨斗谷充孝                            | 斎藤和也、關本美穂、富田美文 刃間田雅俊、徳田夢之介、下島誠                      | 貞方希久子 崎本            | 列島霸亂篇 （原創） |
| 26   | BASARA TWINS' STRINGS                | 雙星VS雙生         | 成田良美   | 影山楙倫 三宅和男            | 荻原露光                              | 高橋直樹、鈴木信一、飯飼一幸                                                     | 竹田逸子                   | 列島霸亂篇 （原創） |
| 27   | MAYURA'S SECRET LESSON               | 繭良的秘密         | 大知慶一郎 | 福島宏之 増田俊彦            | 清水明                                | 横松雄馬、飯飼一幸、服部益實                                                     | 貞方希久子 崎本            | 列島霸亂篇 （原創） |
| 28   | TRANSCENDENCE                        | 鸕宮天馬           | 村山桂     | 三宅和男 田口智久 五十嵐達也 | 淺見松雄 田口智久 五十嵐達也          | 佐野陽子、白石悟、徳倉栄一 中山初絵、福島豊明、南伸一郎 飯飼一幸、森悅人、林隆祥 | 高橋恒星                   | 列島霸亂篇 （原創） |
| 29   | MISSING EXORCIST MASTER              | 與小枝的約定       | 成田良美   | 小高義規                     | 西村博昭                              | 大竹紀子、斎藤和也、山本翔 關本美德、 JIWOO ANIMATION PRODUCTION                 | 貞方希久子                 | 列島霸亂篇 （原創） |
| 30   | LOVELY SMILE FOREVER                 | 永遠的笑容         | 荒川稔久   | 増田俊彦 田口智久            | 五十嵐達也                            | 下島誠、富田美文、高橋恒星 牛屋琴乃、刃間田雅俊、和田伸一 糸島雅彦、服部憲次     | 竹田逸子                   | 列島霸亂篇 （原創） |
| 31   | WAI WA KINAKO YA！                   | 我會在你身邊在     | 山田靖智   | 神谷純 影山楙倫              | 高橋順                                | 重松晉一、白石悟、宇都木勇 坪田慎太郎、藤原利惠                                  | 貞方希久子                 | 列島霸亂篇 （原創） |
| 32   | SEEKING THE PAST, SEEKING THE FUTURE | 渾沌之中           | 村山桂     | 三宅和男 政木伸一            | 種村綾隆                              | 高橋恒星、德倉榮一、平良哲朗                                                     | 高橋恒星                   | 天地鳴動篇 （原創） |
| 33   | I WANT YOU TO EAT ME                 | 師的報恩           | 大知慶一郎 |                              | 清水明                                | 山本径子 飯飼一幸 J-cube                                                         | 貞方希久子                 | 天地鳴動篇 （原創） |
| 34   | WACHI vs WASHI & WATASHI             | 才不是名搭檔呢 !   | 玉井☆豪    | 影山楙倫 神谷純              | 五十嵐達也 神原雄二 荻原露光 堀内直樹 | 高橋直樹、鈴木信一 飯飼一幸                                                      | 竹田逸子                   | 天地鳴動篇 （原創） |
| 35   | I AM NOT ALONE                       | 復仇的傀儡師       | 成田良美   | 三宅和男                     | 村山靖                                | 川口弘明、飯飼一幸 横松悠馬、鈴木伸一 桝井一平                                   | 貞方希久子                 | 天地鳴動篇 （原創） |
| 36   | WHAT IS REALLY IMPORTANT?            | 必須守護的東西     | 成田良美   | 増田俊彦 影山楙倫            | 西村博昭 五十嵐達也                   | 斎藤和也、竹田逸子 下島誠、山本翔、関本美穂 JIWOO ANIMATION PRODUCTION           | 高橋恒星                   | 天地鳴動篇 （原創） |
| 37   | TELL ME HONEST FEELINGS              | 熱戀之城           | 山田靖智   |                              |                                       | 飯飼一幸、白石悟 藤原利恵                                                        | 貞方希久子                 | 天地鳴動篇 （原創） |
| 38   | NO WAY TO RUN, NO PLACE TO HIDE      | 鳴神町最慘烈的一天 | 村山桂     | 神谷純 三宅和男              | 清水明                                | 鈴木伸一、J-cube                                                                 | 竹田逸子                   | 天地鳴動篇 （原創） |
| 39   | DAUGHTER'S FIGHT! FATHER'S DELIGHT   | 慈愛的靈獸         | 大知慶一郎 | 増田俊彦 影山楙倫            | ふじもとよしたか                      | 池原百合子、木下由美子 興石暁、白石悟 南伸一郎、森悦史                           | 貞方希久子                 | 天地鳴動篇 （原創） |
| 40   | FINALY THEY KISSED?                  | 雙星情竇初開       | 荒川稔久   | 田口智久 神谷純              | 熨斗谷充孝                            | 下島誠、富田美文 、斎藤和也                                                      | 竹田逸子                   | 天地鳴動篇 （原創） |
| 41   | HAVE A NICE NIGHTMARE, 12GUARDIANS   | 十二天將墮落       | 玉井☆豪    |                              | 種村綾隆                              | 徳倉栄一、高橋恒星 平良哲朗                                                      | 貞方希久子 松下郁子        | 破星篇 （原創）     |
| 42   | SAY IT AIN'TSO, ROKURO!              | 故鄉是禍野         | 成田良美   | 影山楙倫                     | 左藤洋二                              | 徳田夢之介、佐藤元 服部憲治                                                      | 下島誠 高橋恒星            | 破星篇 （原創）     |
| 43   | MELANCHOLIC MISANTHROPE              | 千年的夢           | 村山桂     | 増田俊彦                     | 清水明                                | 鈴木伸一、J-cube                                                                 | 貞方希久子 松下郁子        | 破星篇 （原創）     |
| 44   | FAREWELL, MY PRECIOUS                | 為愛分離           | 山田靖智   | 神谷純 三宅和男              |                                       | 飯飼一幸、白石悟 藤原利恵                                                        | 竹田逸子                   | 破星篇 （原創）     |
| 45   | LONELY TWIN EXORCIST                 | 孤形單影的兩人     | 成田良美   |                              | 藤本義孝                              | 木下由美子、飯飼一幸 白石悟、南伸一郎 森悦史                                     | 貞方希久子 松下郁子        | 破星篇 （原創）     |
| 46   | DESTINY                              | 悠斗               | 大知慶一郎 | 影山楙倫                     |                                       | 下島誠、斎藤和也 田村里美、大竹紀子 、山本翔 富田美文、竹田逸子                  | 高橋恒星                   | 破星篇 （原創）     |
| 47   | POSITIVE                             | 紅緒               | 荒川稔久   | 三宅和男 塚田夏央            | 荻原露光                              | 吉田肇、飯飼一幸 服部憲知                                                        | 貞方希久子 松下郁子        | 破星篇 （原創）     |
| 48   | SOLIDARITY                           | 團結               | 荒川稔久   | 神谷純                       | 種村綾隆                              | 徳倉榮一、高橋直樹                                                               | 高橋恒星                   | 破星篇 （原創）     |
| 49   | RESTORATION                          | 復活               | 荒川稔久   | 五十嵐達也                   | 五十嵐達也 清水明                     | 鈴木伸一、飯飼一幸                                                               | 竹田逸子                   | 破星篇 （原創）     |
| 50   | TWINS                                | 雙星               | 荒川稔久   | 田口智久                     | 田口智久                              | 富田美文、下島誠 大竹紀子、立川聖治 斎藤和也、貞方希久子                         | 貞方希久子 松下郁子        | 破星篇 （原創）     |

### 播放地區
| 播放地區       | 播放電視台   | 播放日期                    | 播放時間（UTC+9）         | 所屬聯播網 | 備註                     |
| -------------- | ------------ | --------------------------- | ------------------------- | ---------- | ------------------------ |
| 關東廣域圈     | 東京電視台   | 2016年4月6日－2017年3月29日 | 星期三 18時25分－18時55分 | 東京電視網 | 製作局；實施文字同步放送 |
| 大阪府         | 大阪電視台   | 2016年4月6日－2017年3月29日 | 星期三 18時25分－18時55分 | 東京電視網 | 實施文字同步放送         |
| 愛知縣         | 愛知電視台   | 2016年4月6日－2017年3月29日 | 星期三 18時25分－18時55分 | 東京電視網 | 實施文字同步放送         |
| 北海道         | TV北海道     | 2016年4月6日－2017年3月29日 | 星期三 18時25分－18時55分 | 東京電視網 | 實施文字同步放送         |
| 岡山縣、香川縣 | 瀨戶內電視台 | 2016年4月6日－2017年3月29日 | 星期三 18時25分－18時55分 | 東京電視網 | 實施文字同步放送         |
| 福岡縣         | TVQ九州放送  | 2016年4月6日－2017年3月29日 | 星期三 18時25分－18時55分 | 東京電視網 | 實施文字同步放送         |
| 日本全國       | AT-X         | 2016年4月9日－2017年4月1日  | 星期六 23時30分－24時00分 | 衛星電視   | 有重播；實施文字同步放送 |

| 播放地區 | 播放電視台 | 播放日期                     | 當地播放時間                                                          | 所屬聯播網  | 備註                                                   |
| -------- | ---------- | ---------------------------- | --------------------------------------------------------------------- | ----------- | ------------------------------------------------------ |
| 臺灣     | Animax     | 2016年4月6日－2017年3月29日  | 週三20:30－21:00 週六21:00－21:30重播 7/3起逢週六部分改為21:30－22:00 | 有線電視    | 首播時標示「新番急送：雙星之陰陽師」 有重播時段        |
| 臺灣     | Animax HD  | 2016年5月14日－2017年4月22日 | 週六 20:00－20:30 8/13起：週六20:30－21:00                            | 中華電信MOD | 8月13日起有前集重播時段 4/29 20:00最終集重播為中配首播 |
| 臺灣     | AXN        | 2017年8月9日－2017年9月12日  | 週一至五 18:00－19:00                                                 | 有線電視    | 有重播                                                 |
| 香港     | Animax     | 2016年4月6日－2017年3月29日  | 週三 22:00－22:30                                                     |             | 有重播                                                 |

### BD/DVD
| 卷數       | 發賣日         | 收錄話數       | 規格編號     | 規格編號     |
| 卷數       | 發賣日         | 收錄話數       | BD           | DVD          |
| ---------- | -------------- | -------------- | ------------ | ------------ |
| 1          | 2016年6月24日  | 第1話－第4話   | EYXA-11026   | EYBA-11013   |
| 2          | 2016年7月29日  | 第5話－第8話   | EYXA-11027   | EYBA-11014   |
| 3          | 2016年8月26日  | 第9話－第12話  | EYXA-11028   | EYBA-11015   |
| 4          | 2016年9月30日  | 第13話－第16話 | EYXA-11029   | EYBA-11016   |
| 5          | 2016年10月28日 | 第17話－第20話 | EYXA-11030   | EYBA-11017   |
| 6          | 2016年11月25日 | 第21話－第24話 | EYXA-11031   | EYBA-11018   |
| 7          | 2016年12月30日 | 第25話－第28話 | EYXA-11031   | EYBA-11018   |
| 8          | 2017年2月24日  | 第29話－第31話 | EYXA-11031   | EYBA-11031   |
| 天地鳴動篇 | 2017年3月31日  | 第32話－第40話 | EYXA-11313/4 | EYBA-11311/2 |
| 破星篇     | 2017年6月30日  | 第41話－第50話 | EYXA-11317/8 | EYBA-11315/6 |

## 電子遊戲
《PlayStation Vita》 雙星之陰陽師
- 2017/01/26發售，JAN/EAN CODE：4573173308472

## 註解
1. ↑  只使用部分情節，一半原創。
2. ↑  每話各使用部分情節，劇情方式編排不同。
3. ↑  有補充原作的污穢墮落的設定。
4. ↑  些許原創，調動情節。
5. ↑  配合我的英雄學院重播時段結束，原時段改為前集重播。
6. ↑  由於此台比日方、聯播單位晚至少一個月播出，故不會隨首播進度同進退；當日方因最新集播出有異動而需延後，令聯播單位必須同步延後之際，此台仍能維持每週一集的進度。
7. ↑  配合我的英雄學院在Animax HD播畢，改為20:30－21:00首播，原時段改為重播上一集。
8. ↑   註:

## 外部連結
- 雙星之陰陽師原作官網 （页面存档备份，存于）（日語）
- Jump Square官網 － 雙星之陰陽師 （页面存档备份，存于）（日語）
- 電視動畫「雙星之陰陽師」官網 （页面存档备份，存于）（日語）
- 電視動畫「雙星之陰陽師」東京電視台官網 （页面存档备份，存于）（日語）
- 雙星之陰陽師 公式的X（前Twitter）
- 雙星之陰陽師 - 巴哈姆特動畫瘋 （页面存档备份，存于）